# Kommunvapen i Portugal
Ett galleri över Portugals nuvarande kommunvapen. 

## Aveiro

Águeda
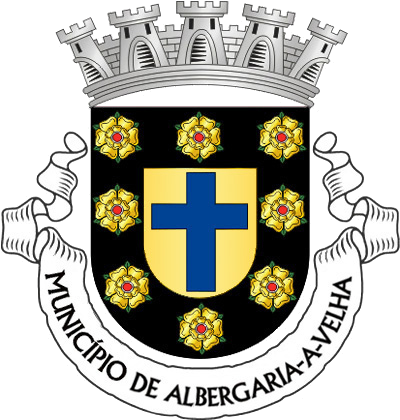
Albergaria-a-Velha
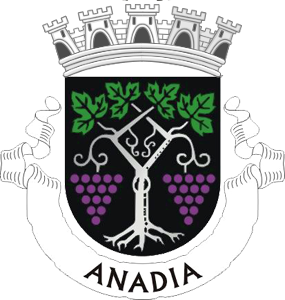
Anadia
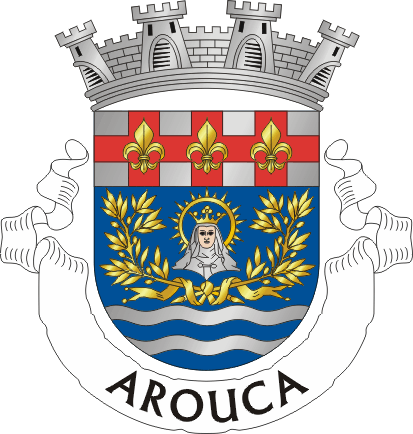
Arouca
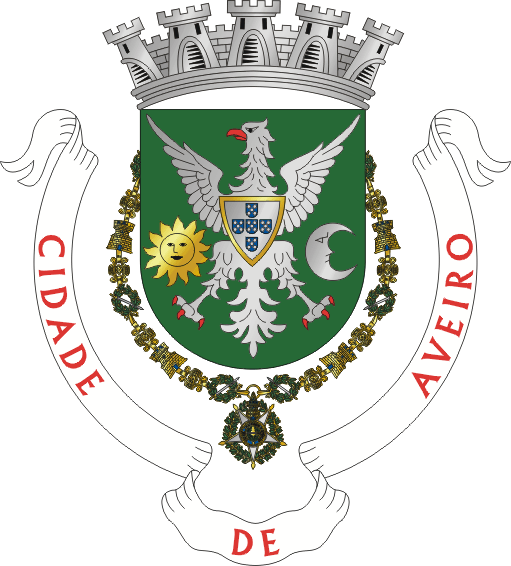
Aveiro
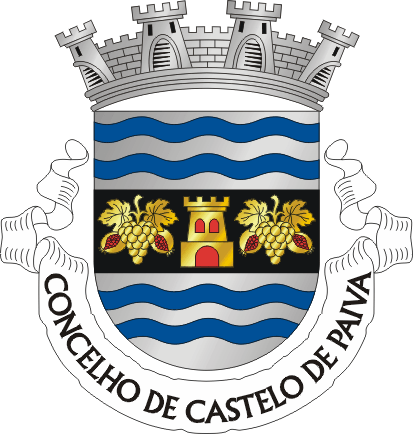
Castelo de Paiva
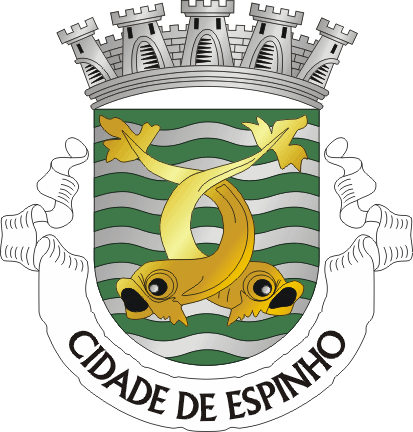
Espinho
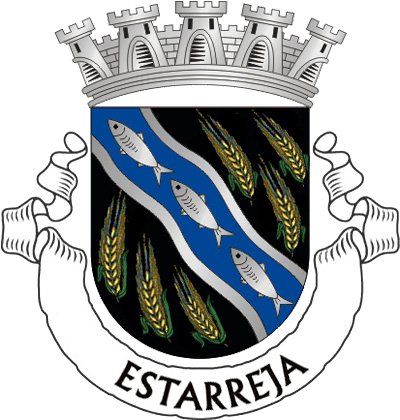
Estarreja
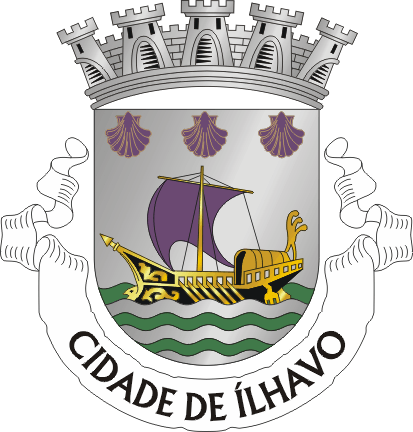
Ílhavo
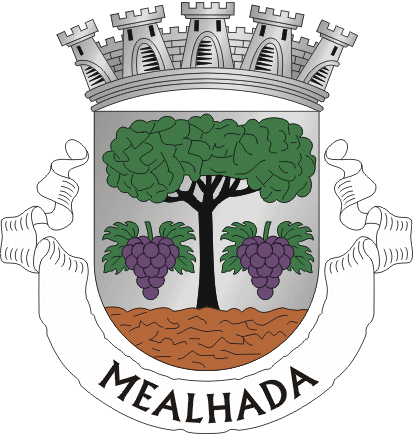
Mealhada
Murtosa
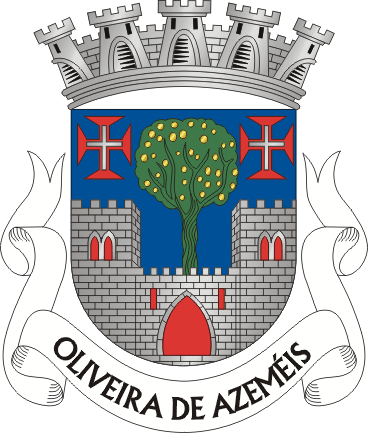
Oliveira de Azeméis
Oliveira do Bairro
Ovar
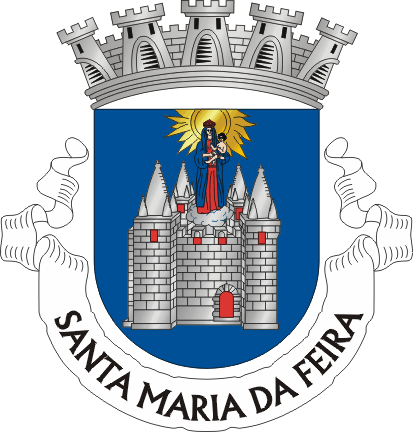
Santa Maria da Feira
São João da Madeira
Sever do Vouga
Vagos
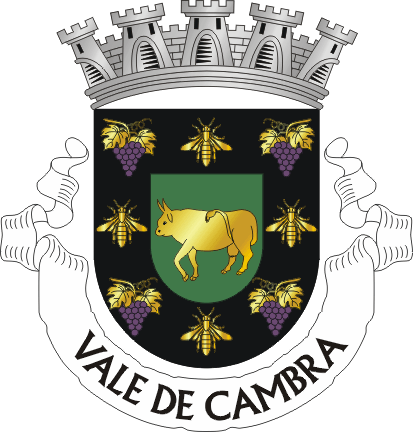
Vale de Cambra

## Beja

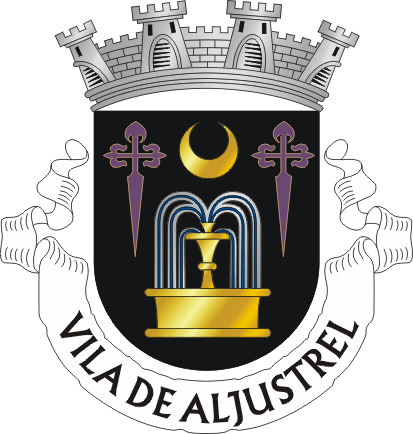
Aljustrel
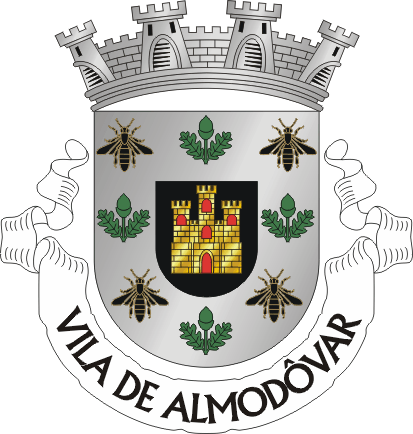
Almodôvar
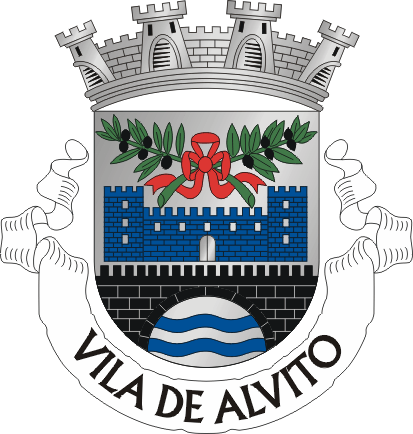
Alvito
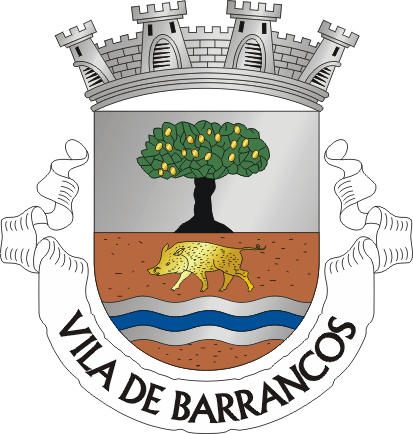
Barrancos
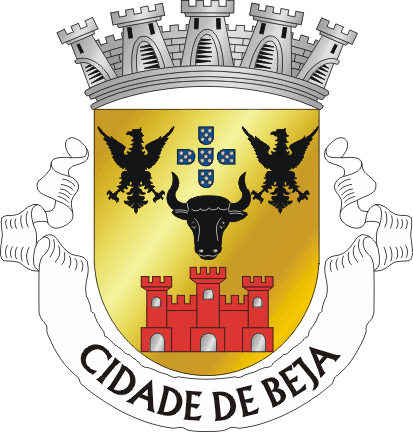
Beja
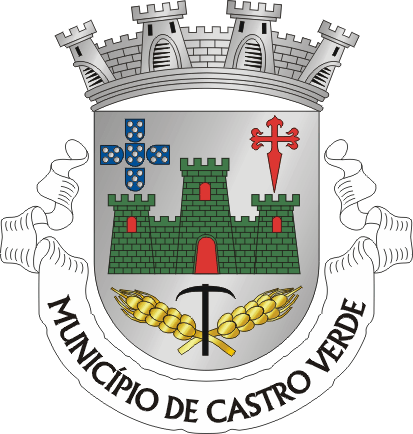
Castro Verde
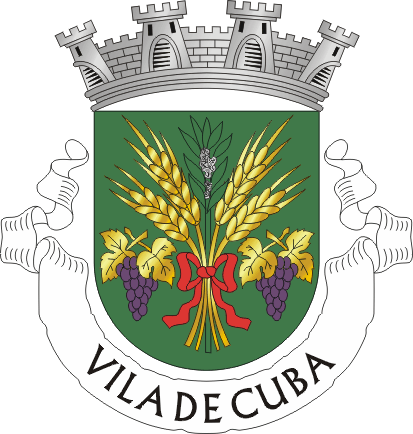
Cuba
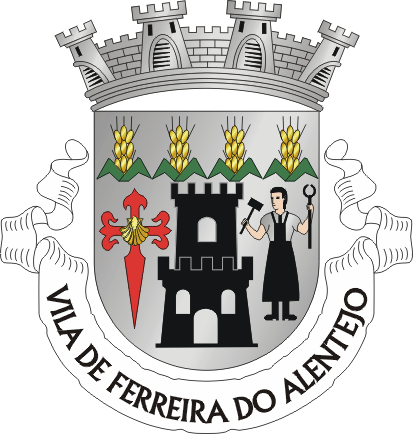
Ferreira do Alentejo
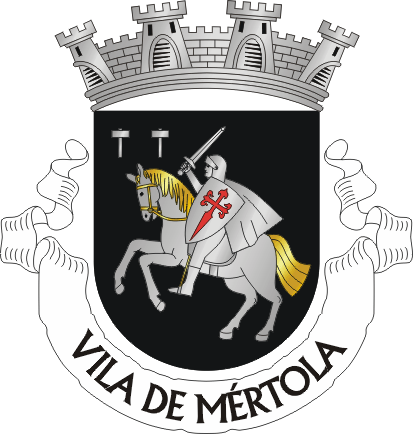
Mértola
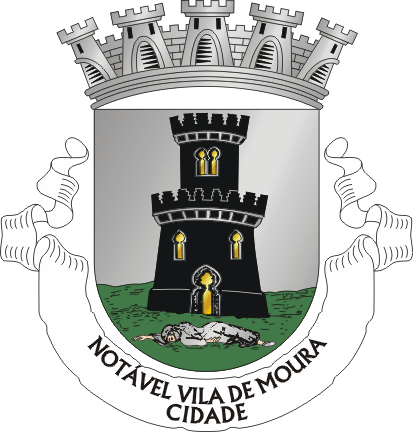
Moura
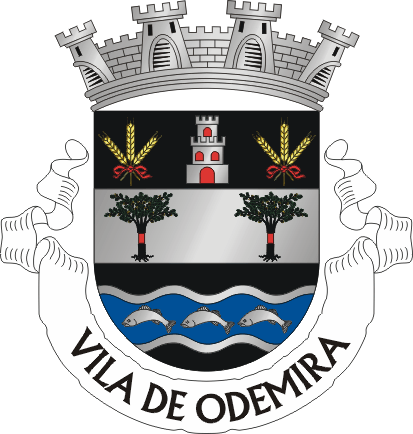
Odemira
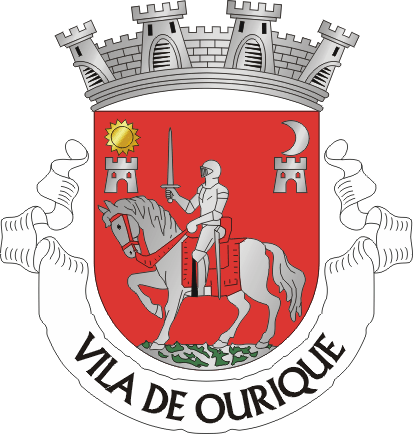
Ourique
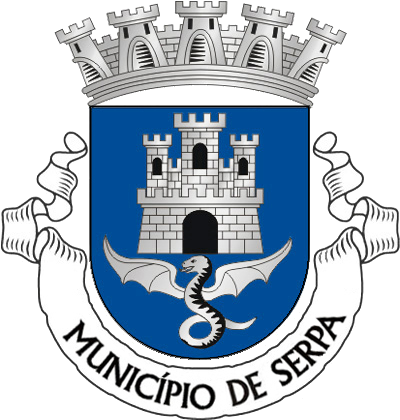
Serpa
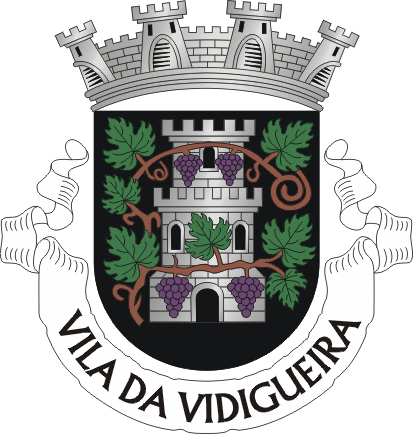
Vidigueira

## Braga

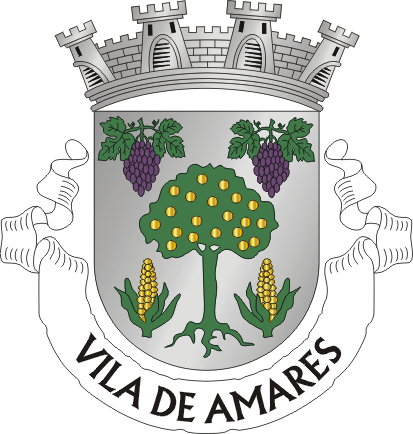
Amares
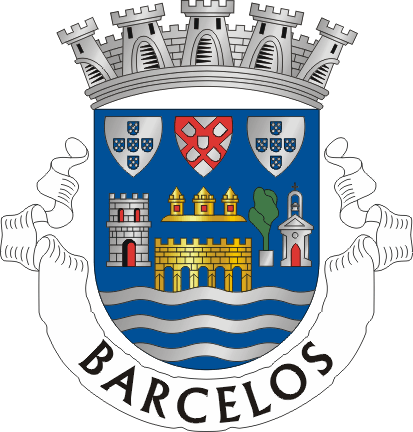
Barcelos
Braga
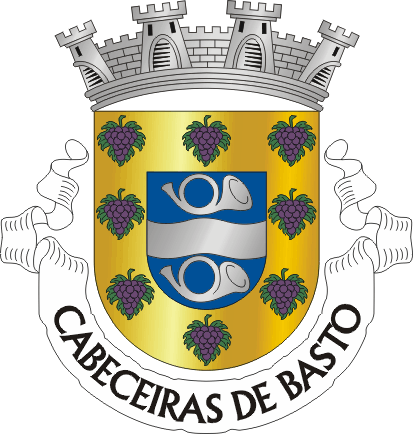
Cabeceiras de Basto
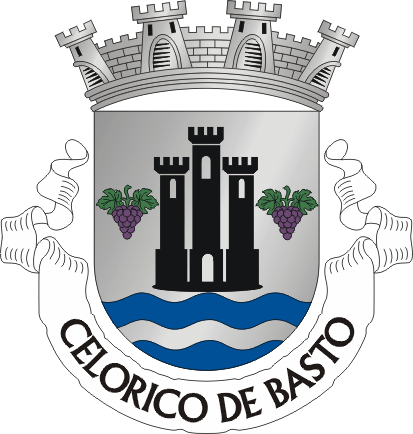
Celorico de Basto
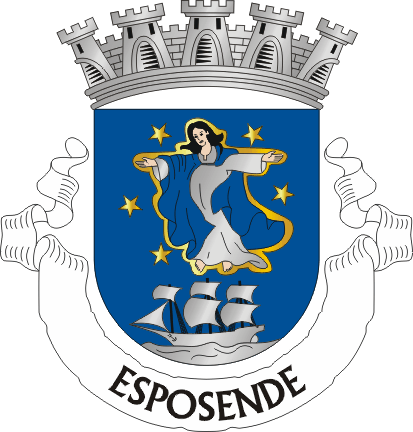
Esposende
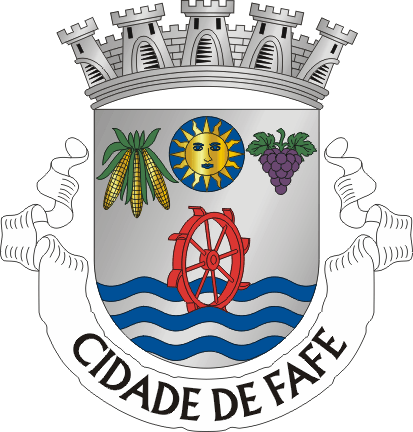
Fafe
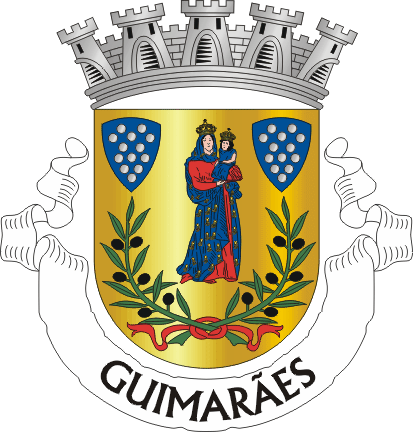
Guimarães
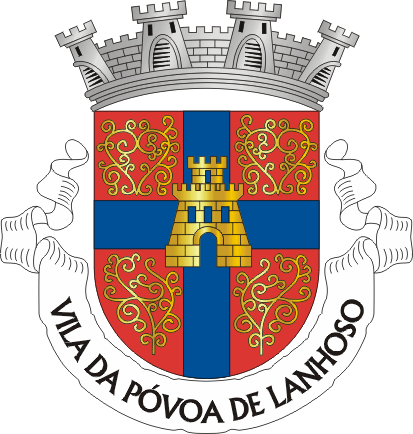
Póvoa de Lanhoso
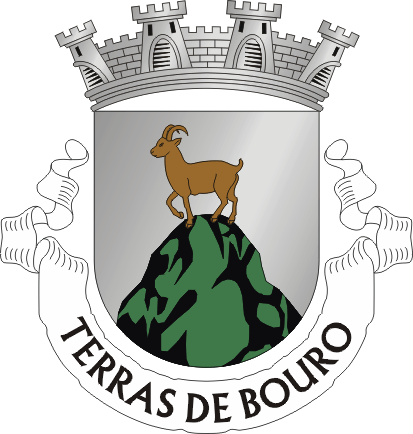
Terras de Bouro
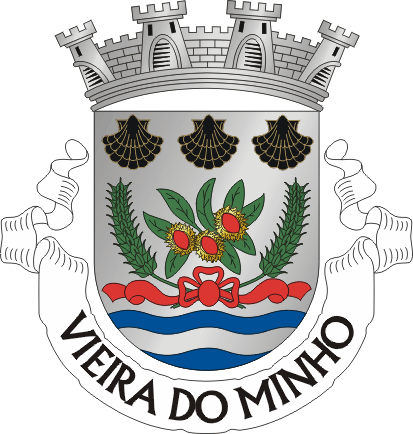
Vieira do Minho
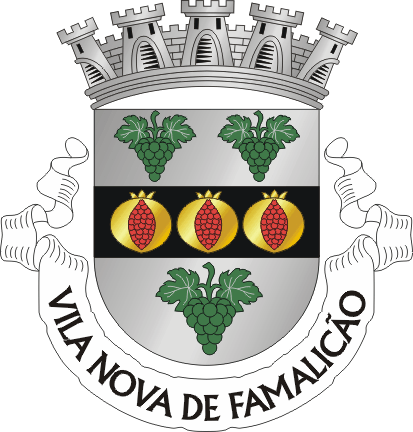
Vila Nova de Famalicão
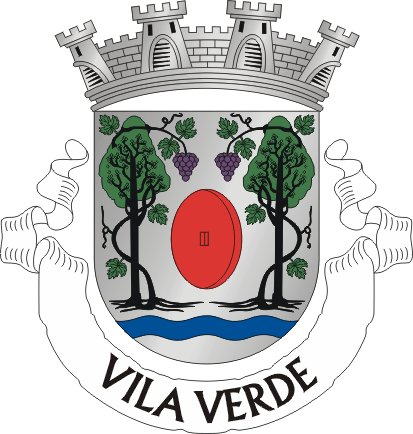
Vila Verde
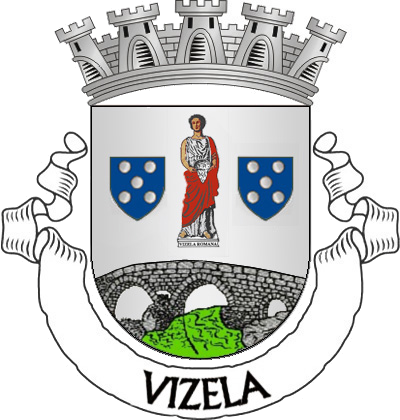
Vizela

## Bragança

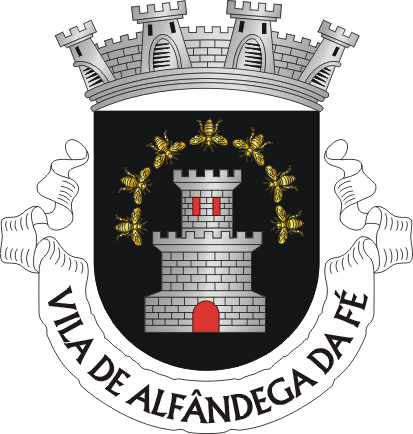
Alfândega da Fé
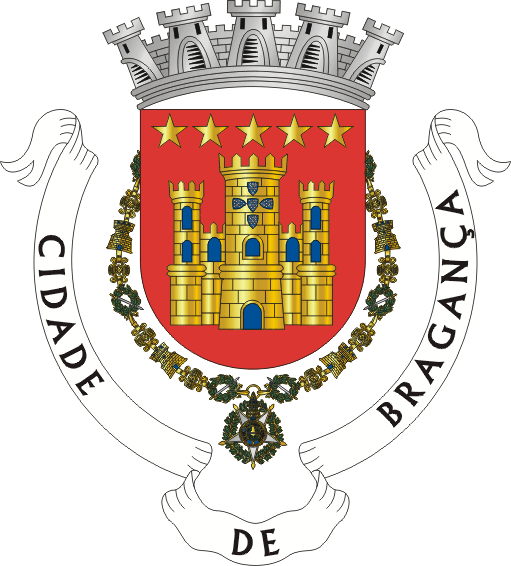
Bragança
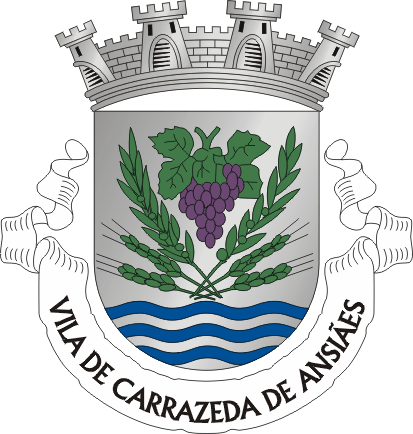
Carrazeda de Ansiães
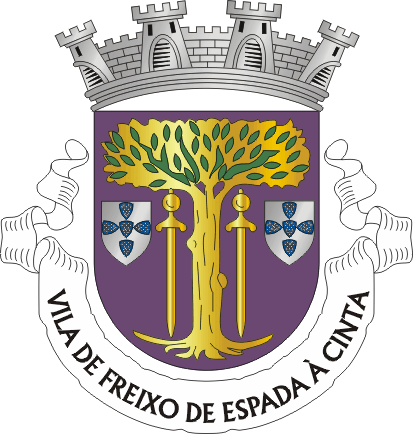
Freixo de Espada à Cinta
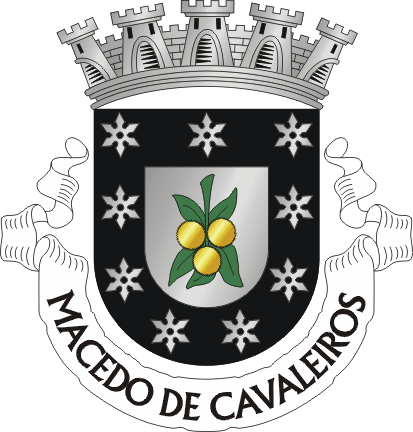
Macedo de Cavaleiros
Miranda do Douro
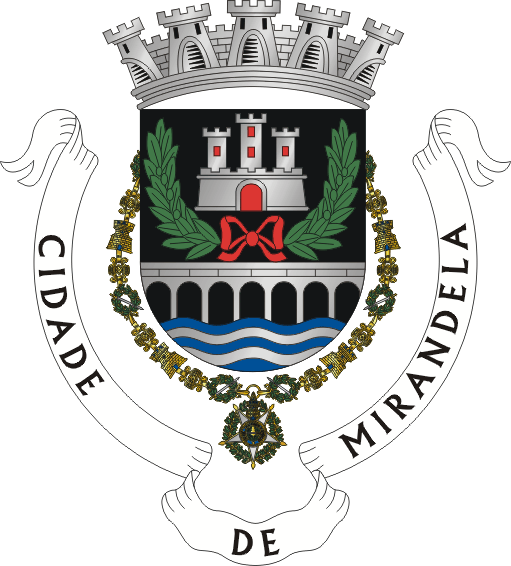
Mirandela
Mogadouro
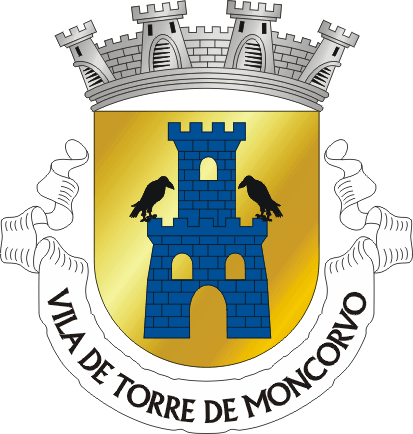
Torre de Moncorvo
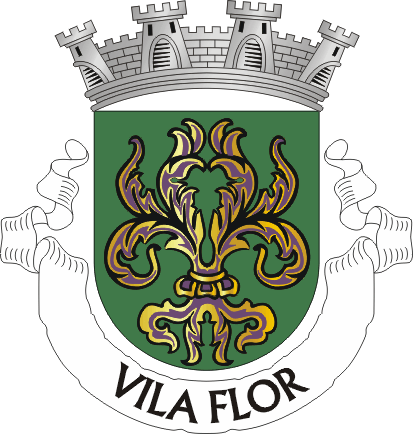
Vila Flor
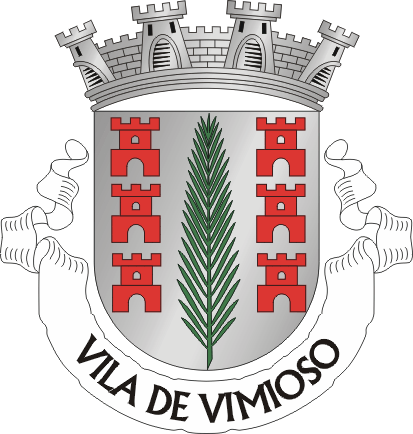
Vimioso
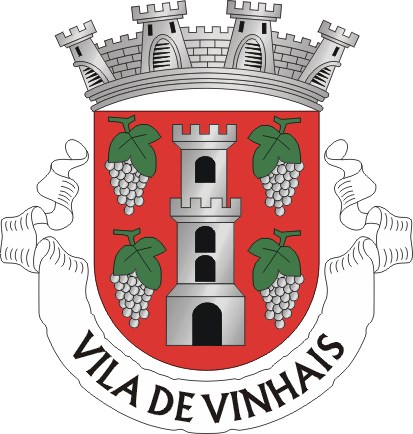
Vinhais

## Castelo Branco

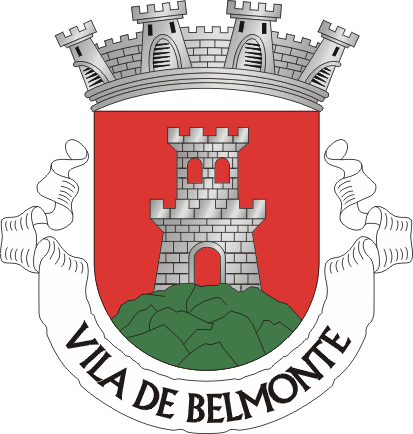
Belmonte
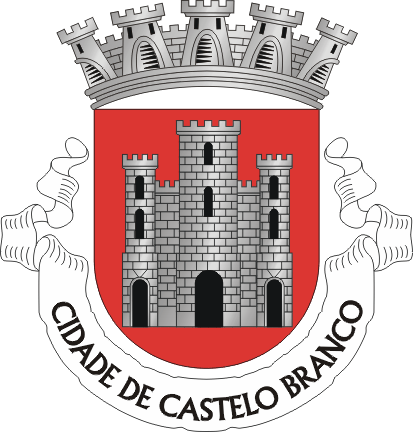
Castelo Branco
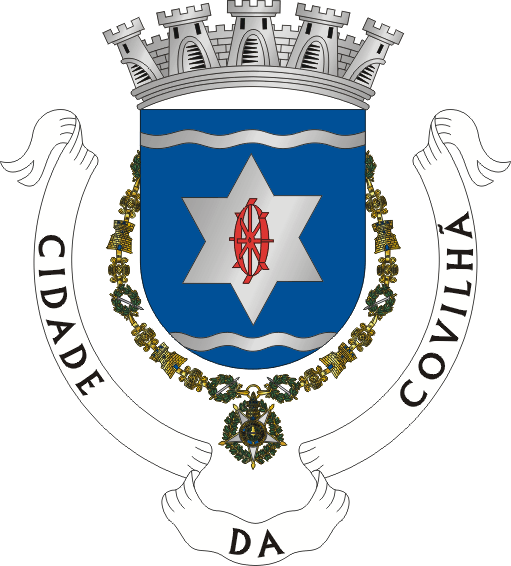
Covilhã
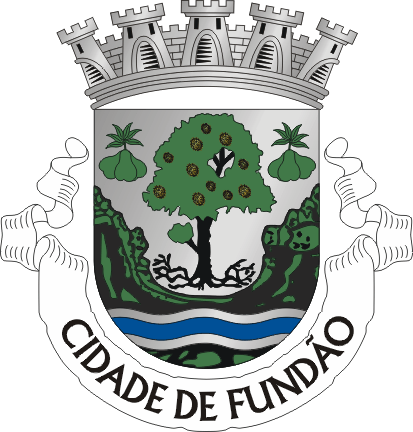
Fundão
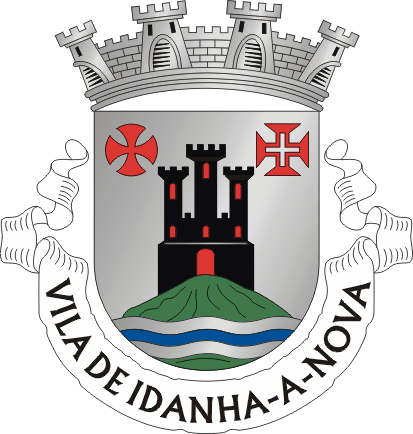
Idanha-a-Nova
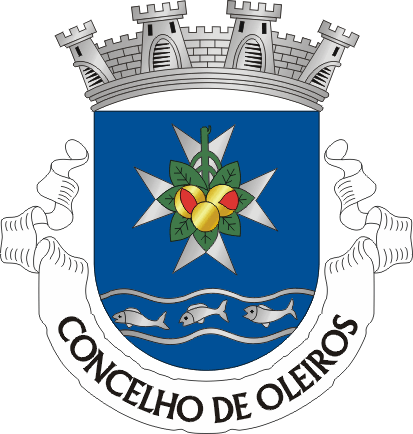
Oleiros
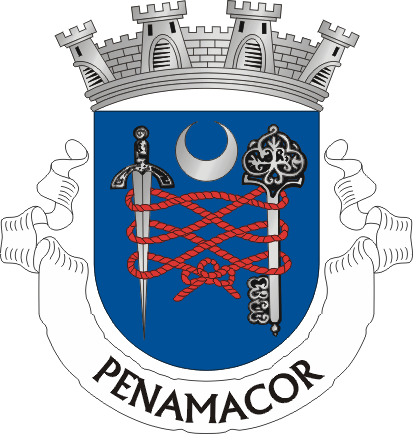
Penamacor
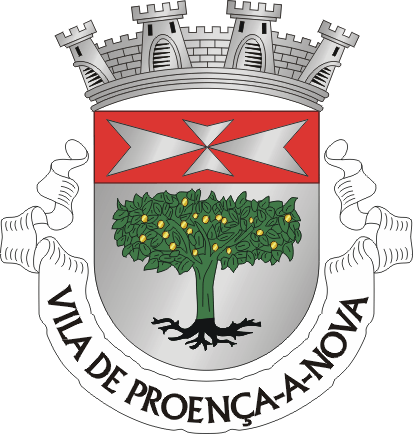
Proença-a-Nova
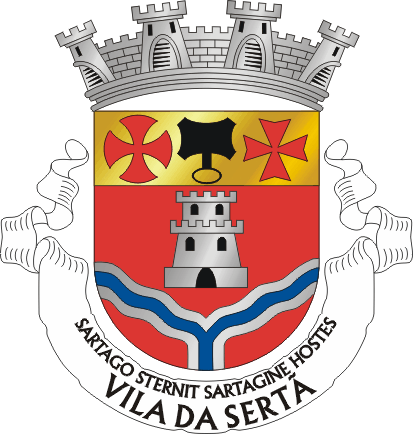
Sertã
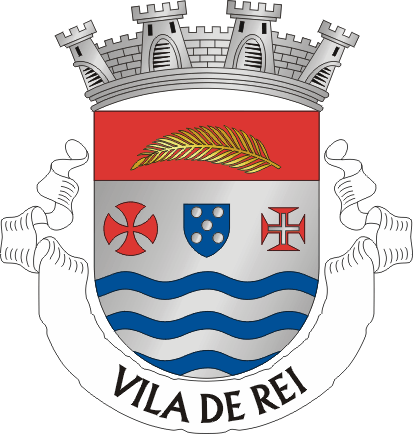
Vila de Rei
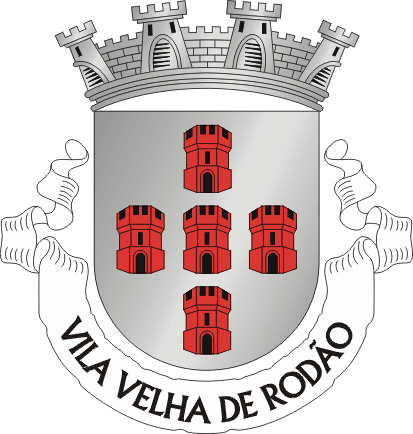
Vila Velha de Ródão

## Coimbra

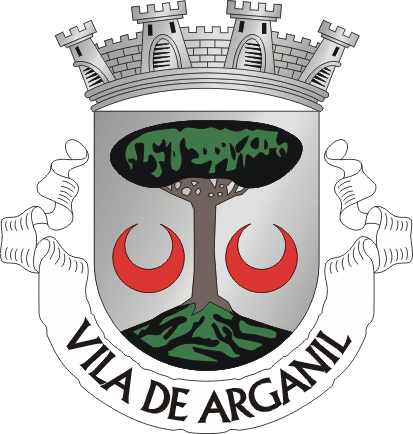
Arganil
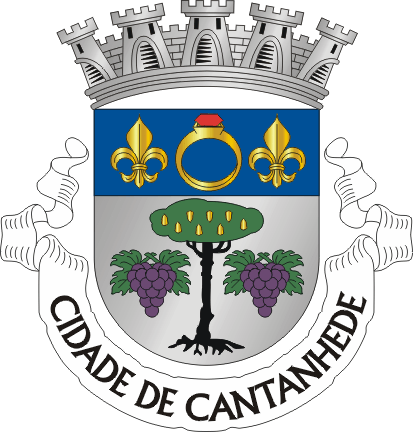
Cantanhede
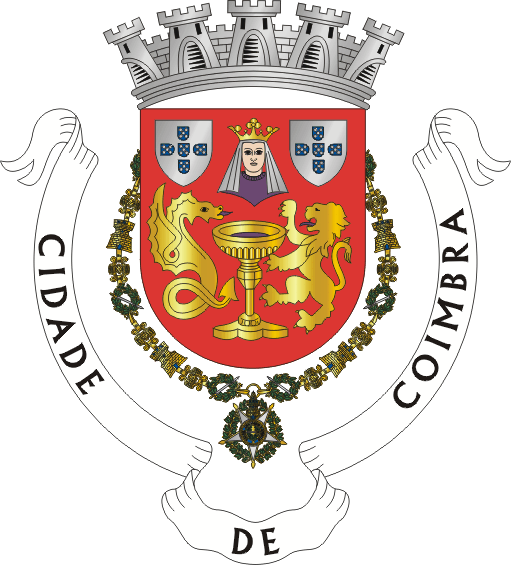
Coimbra
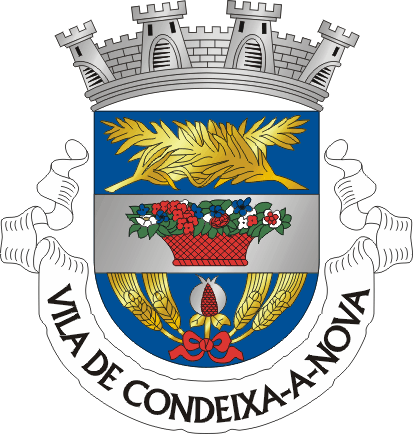
Condeixa-a-Nova
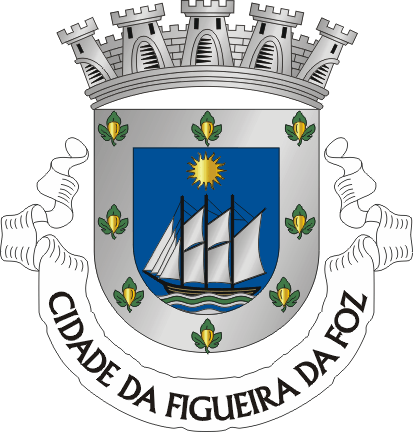
Figueira da Foz
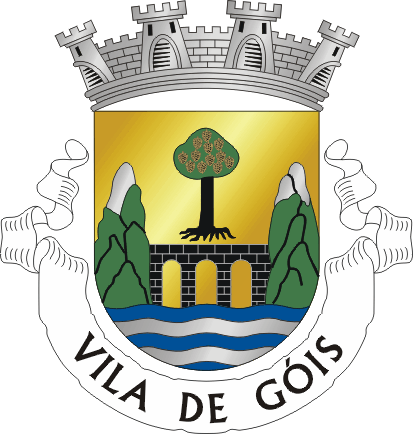
Góis
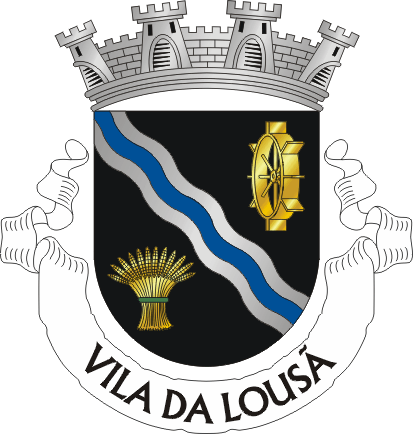
Lousã
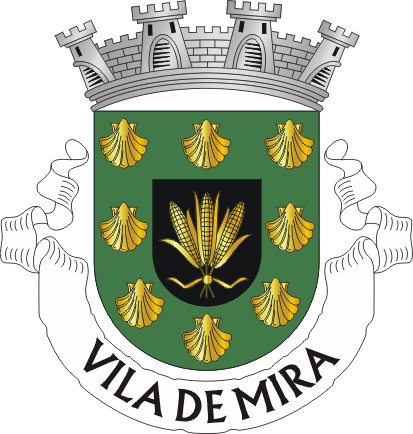
Mira
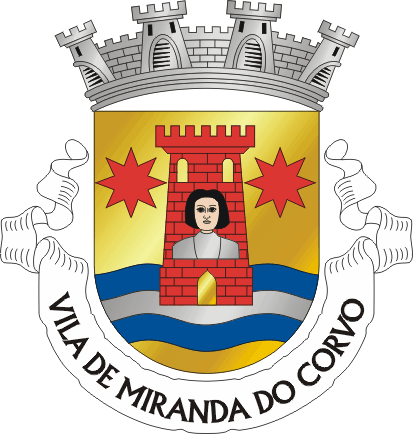
Miranda do Corvo
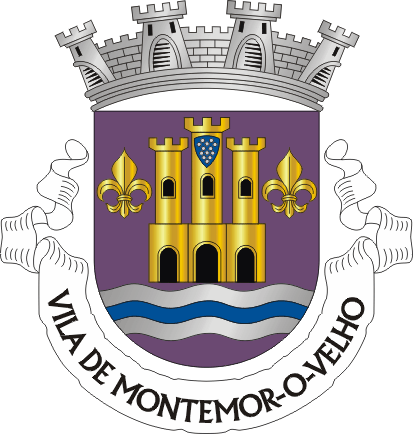
Montemor-o-Velho
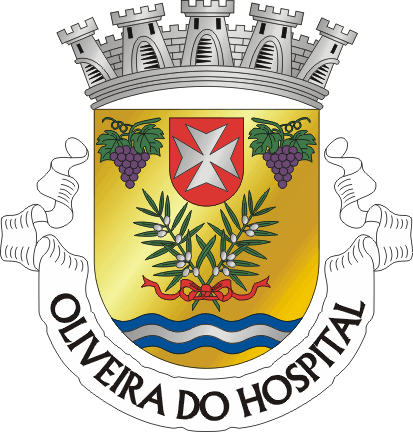
Oliveira do Hospital
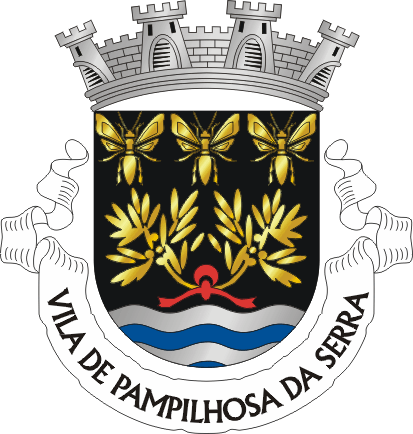
Pampilhosa da Serra
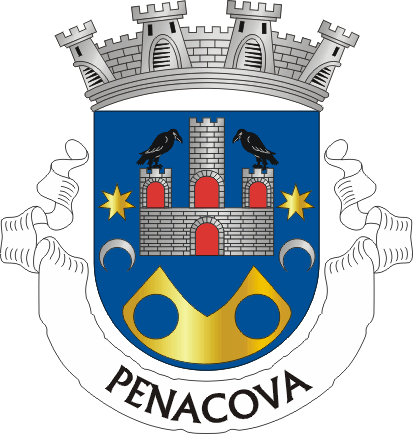
Penacova
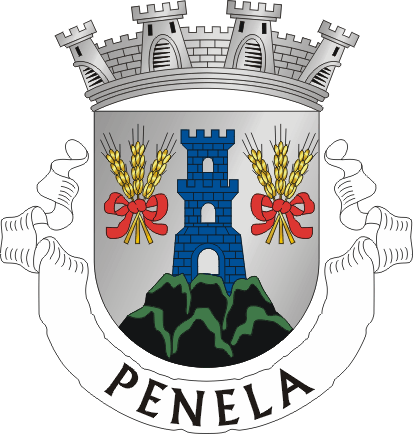
Penela
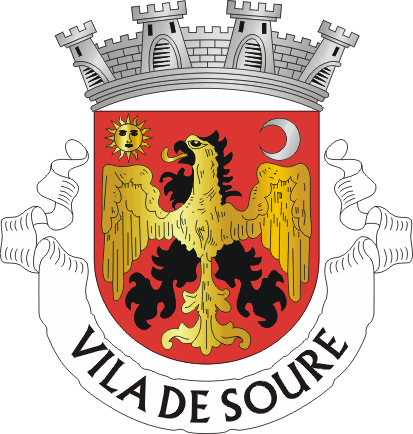
Soure
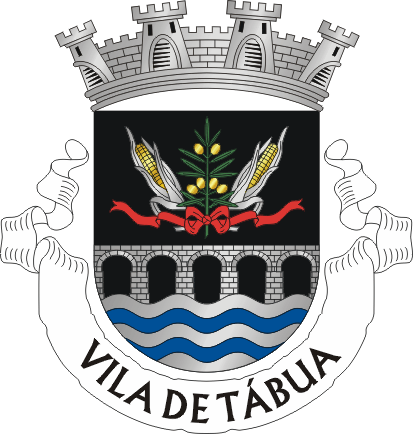
Tábua
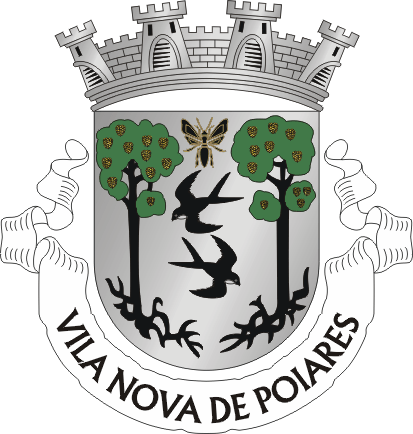
Vila Nova de Poiares

## Évora

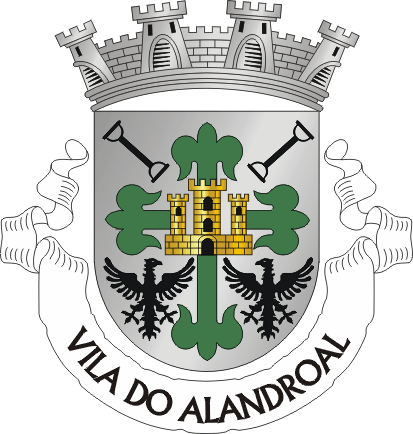
Alandroal
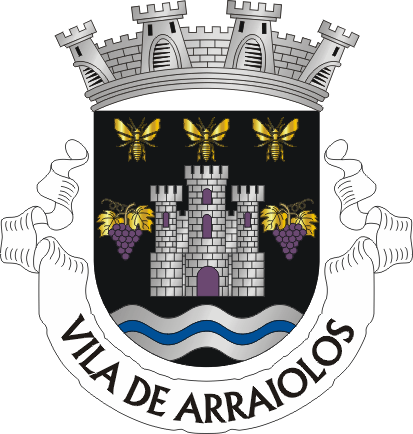
Arraiolos
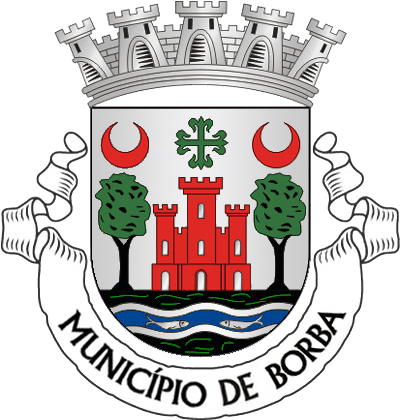
Borba
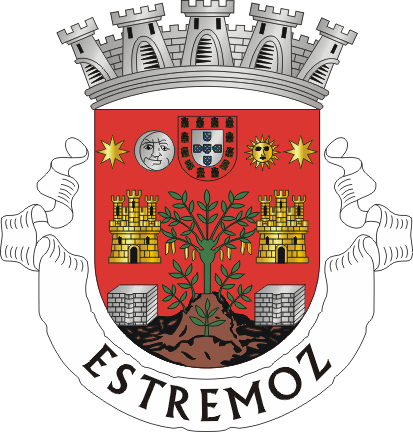
Estremoz
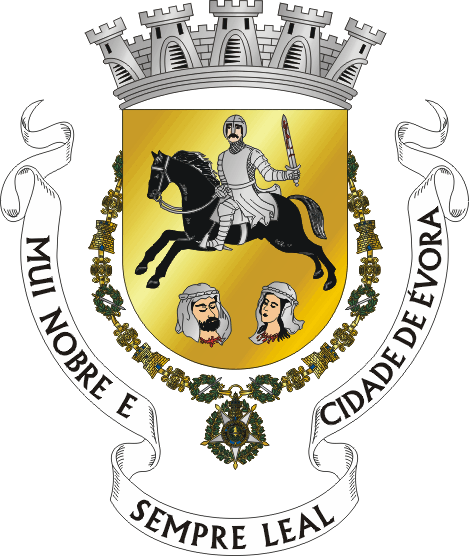
Évora
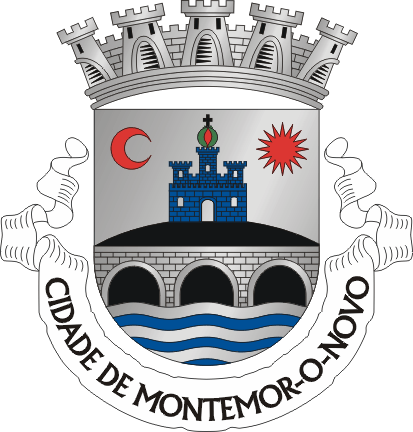
Montemor-o-Novo
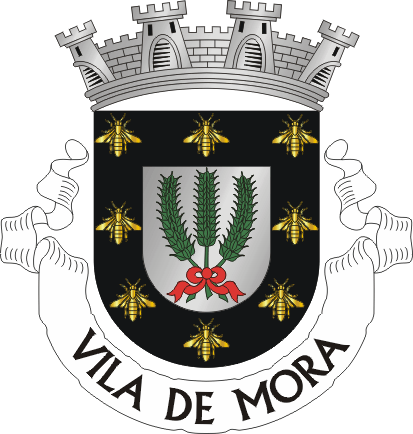
Mora
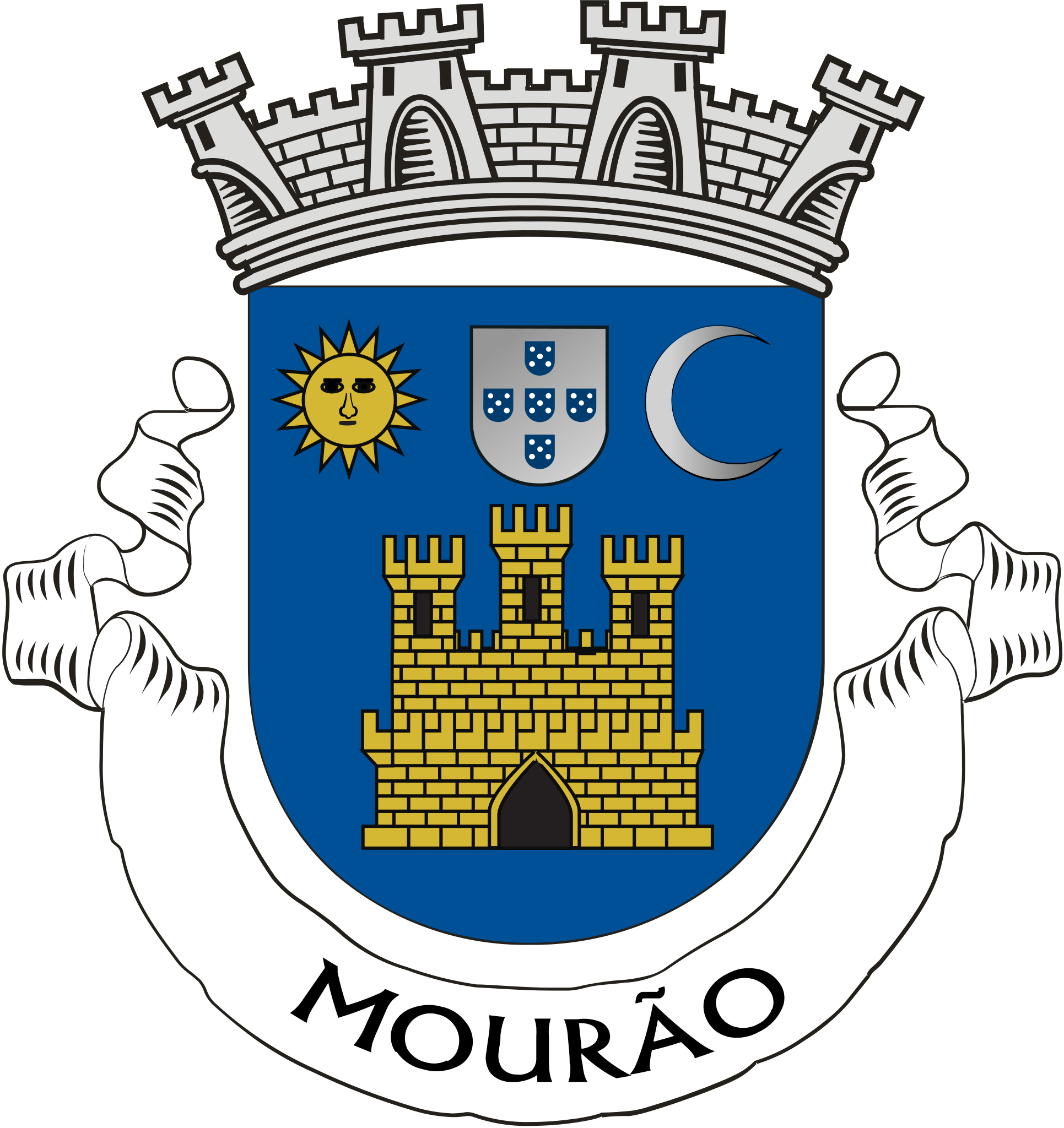
Mourão
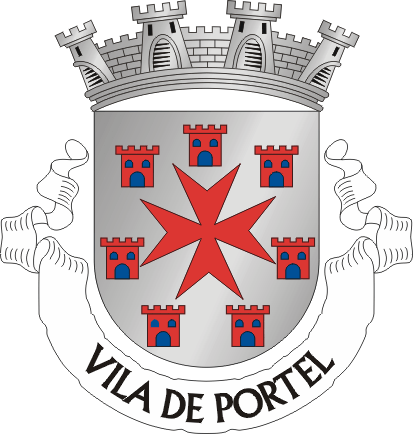
Portel
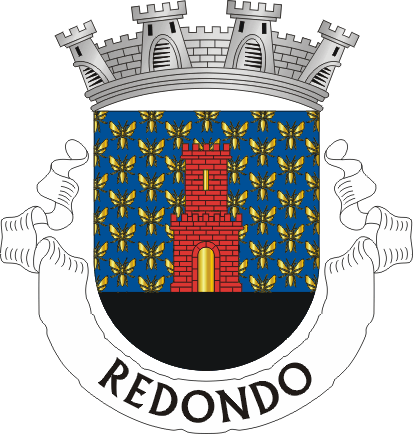
Redondo
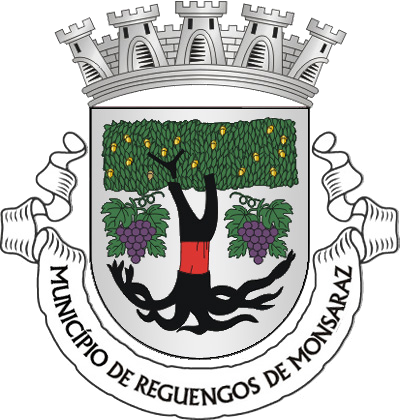
Reguengos de Monsaraz
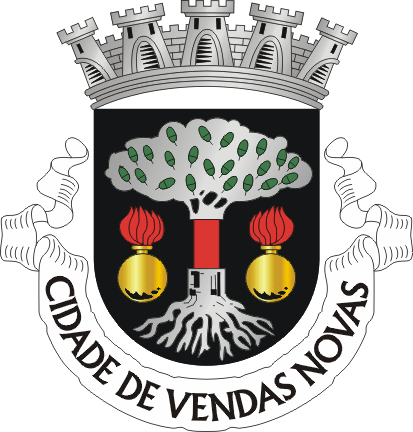
Vendas Novas
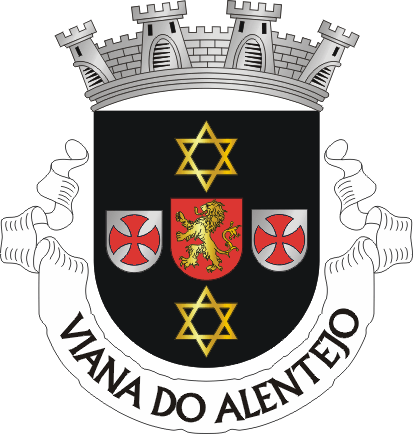
Viana do Alentejo
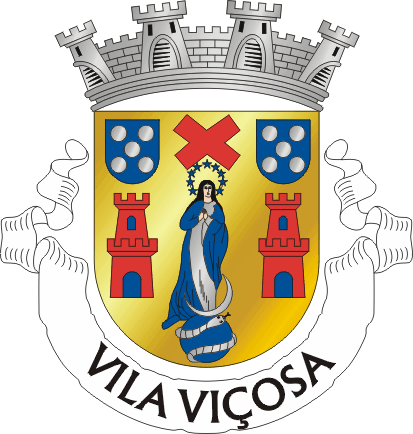
Vila Viçosa

## Faro

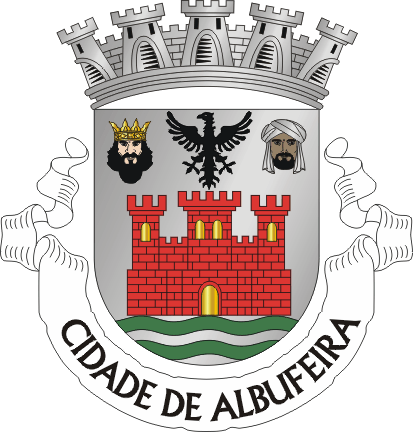
Albufeira
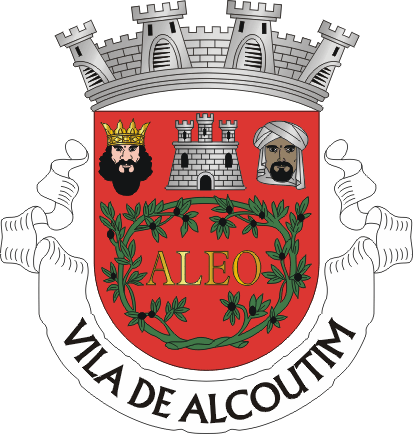
Alcoutim
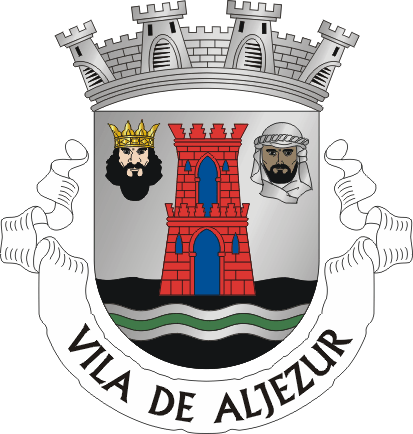
Aljezur
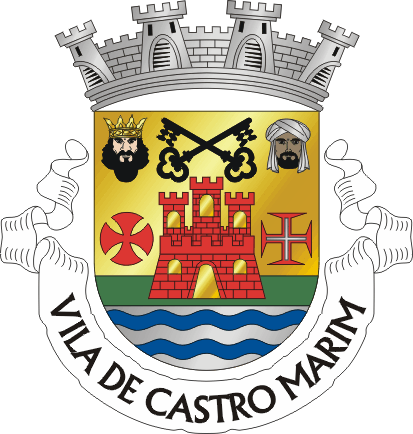
Castro Marim
Faro
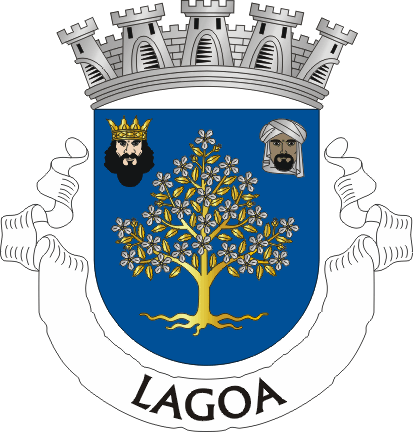
Lagoa
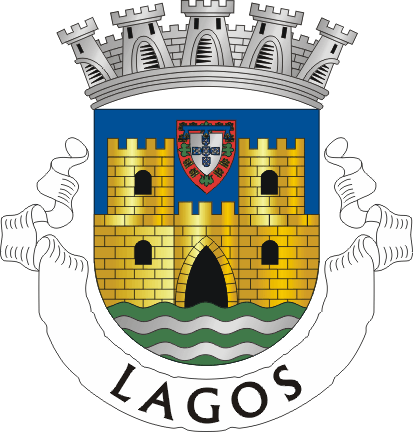
Lagos
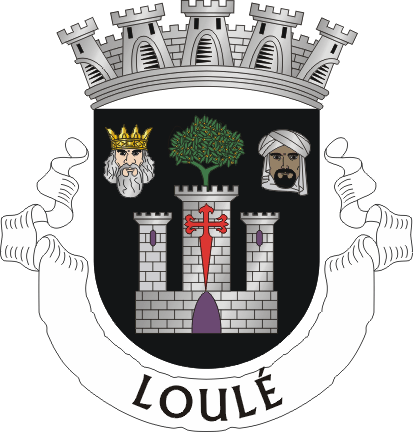
Loulé
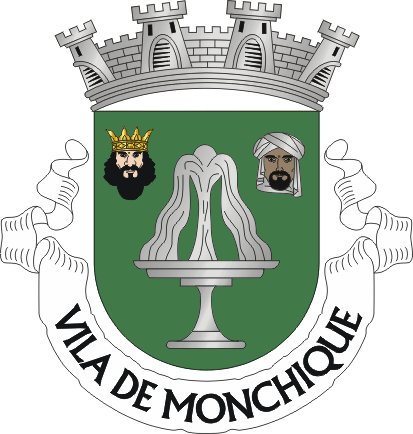
Monchique
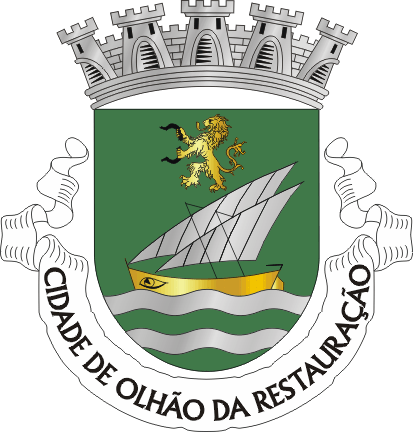
Olhão
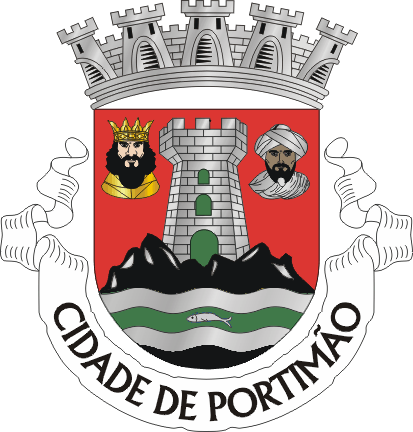
Portimão
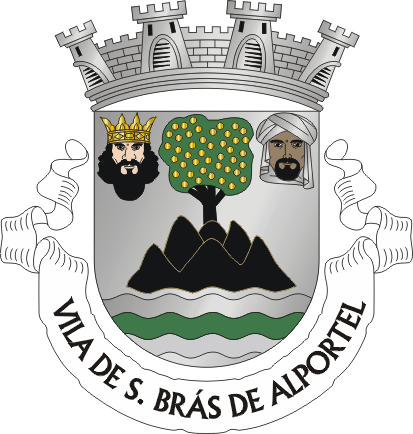
São Brás de Alportel
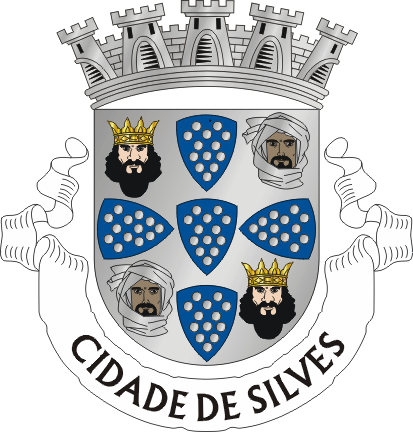
Silves
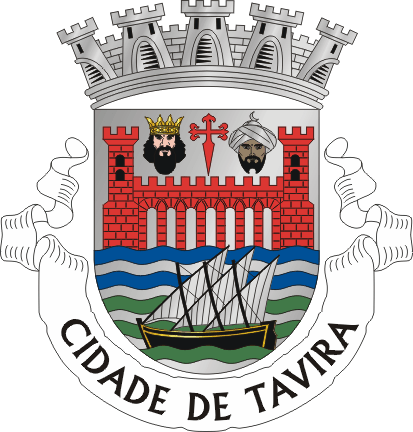
Tavira
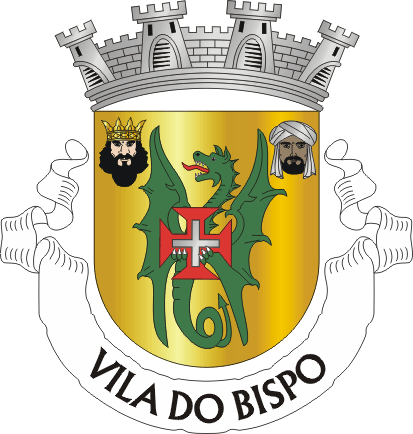
Vila do Bispo
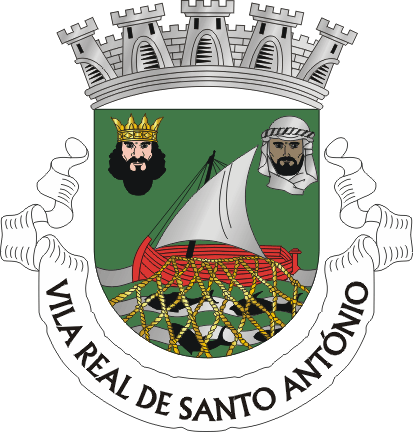
Vila Real de Santo António

## Guarda

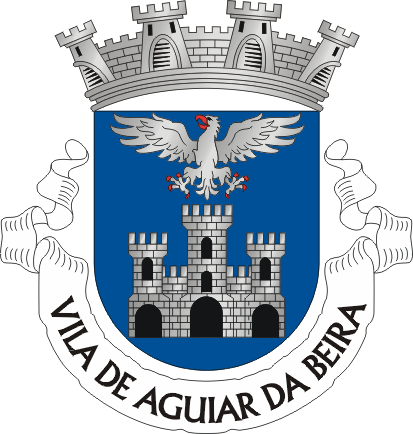
Aguiar da Beira
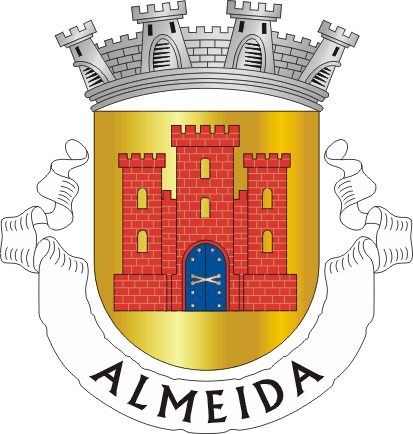
Almeida
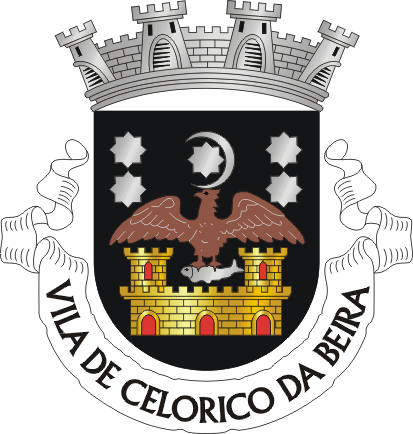
Celorico da Beira
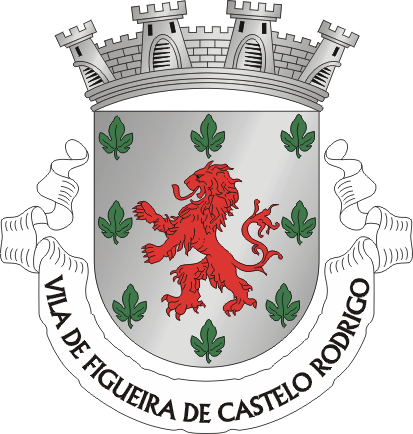
Figueira de Castelo Rodrigo
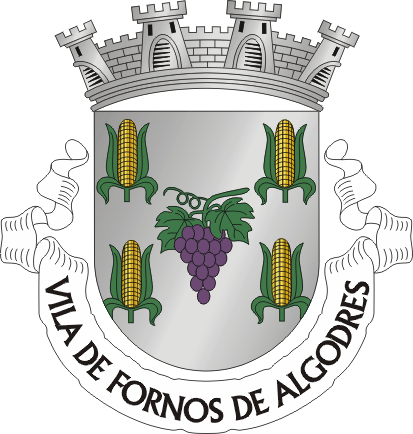
Fornos de Algodres
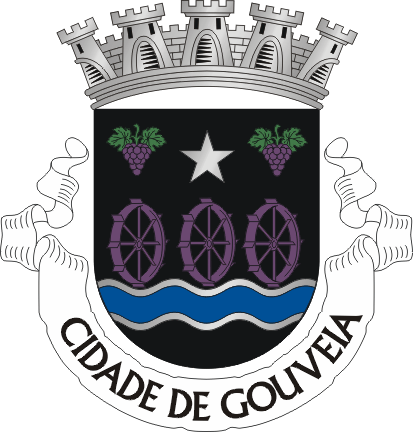
Gouveia
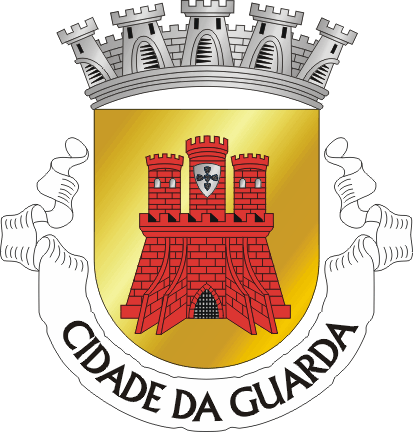
Guarda
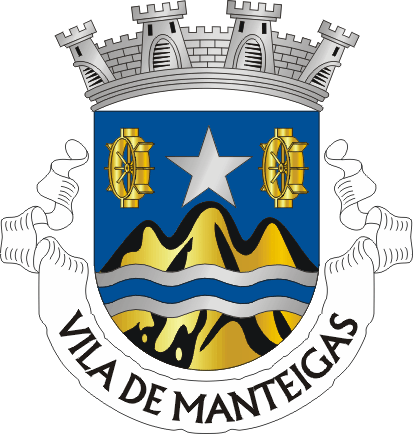
Manteigas
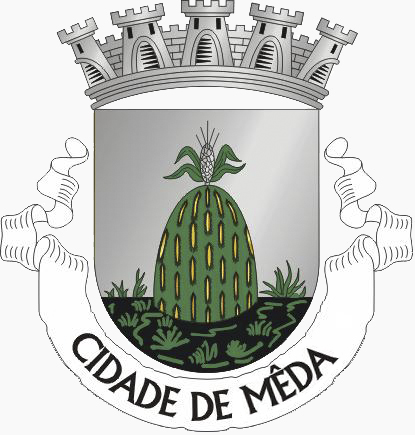
Mêda
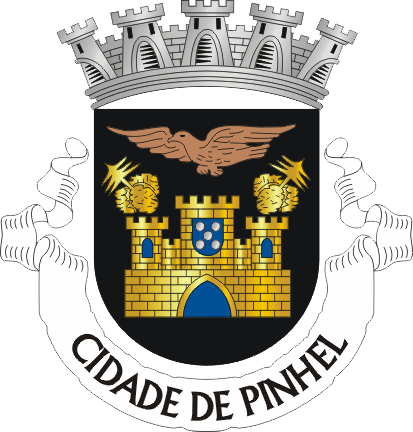
Pinhel
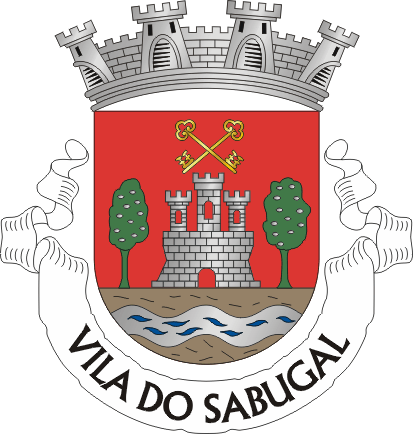
Sabugal
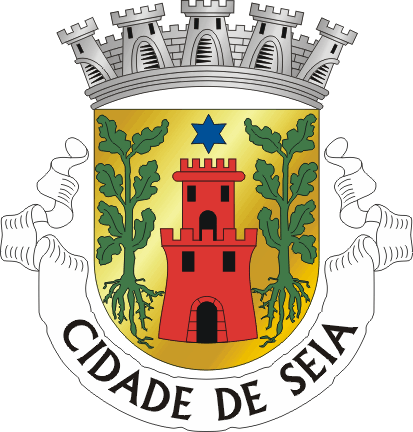
Seia
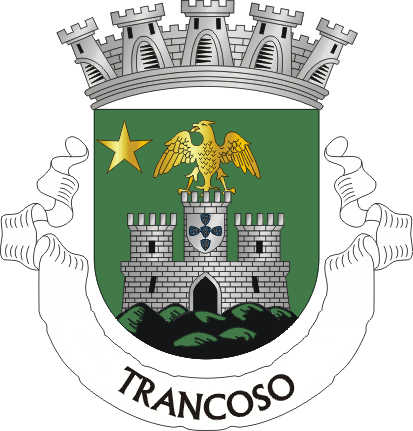
Trancoso
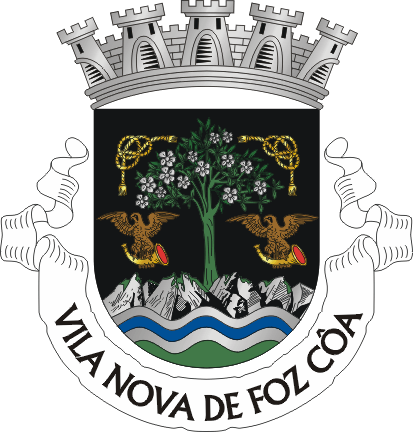
Vila Nova de Foz Côa

## Leiria

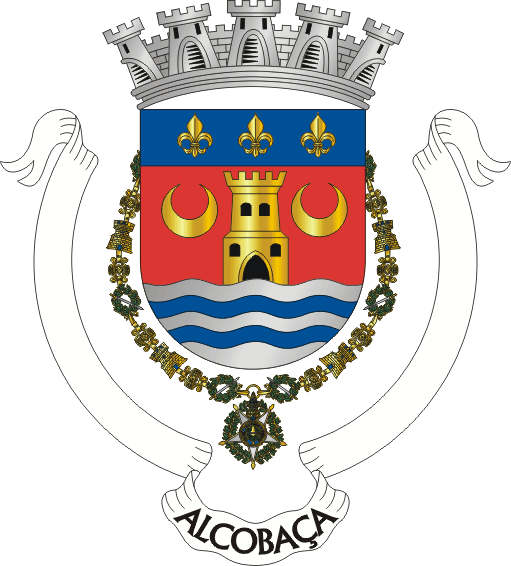
Alcobaça
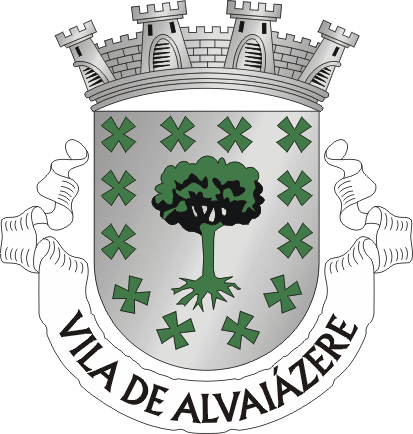
Alvaiázere
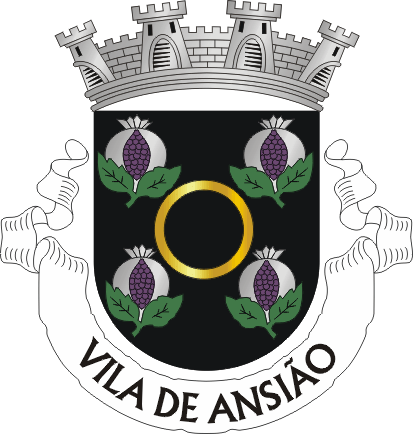
Ansião
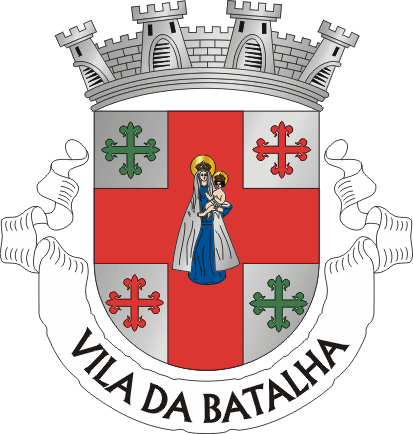
Batalha
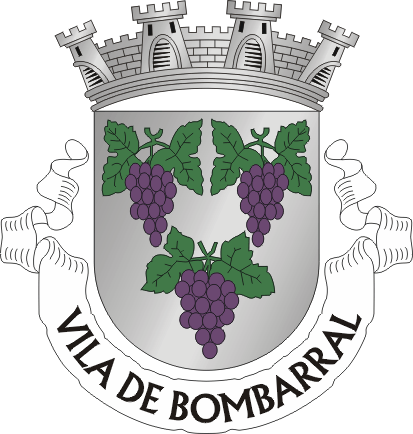
Bombarral
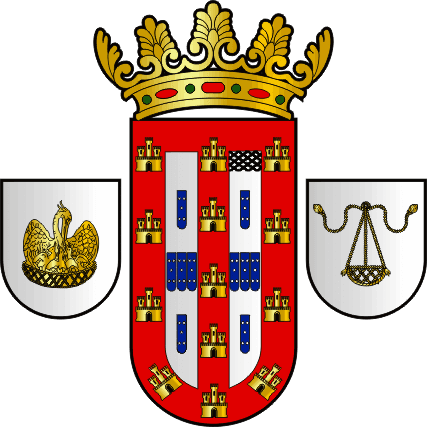
Caldas da Rainha
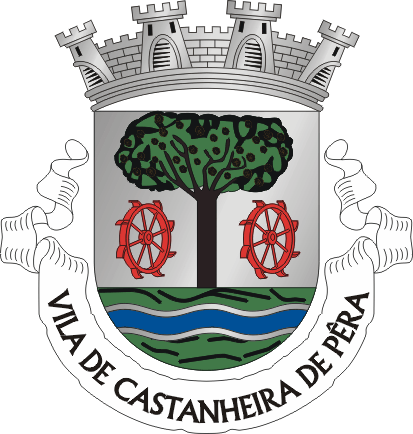
Castanheira de Pera
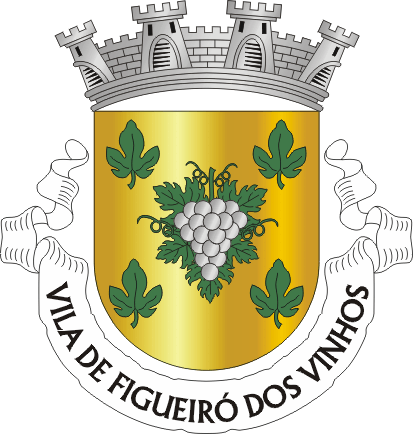
Figueiró dos Vinhos
Leiria
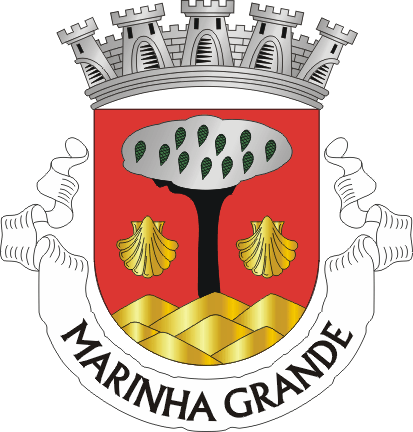
Marinha Grande
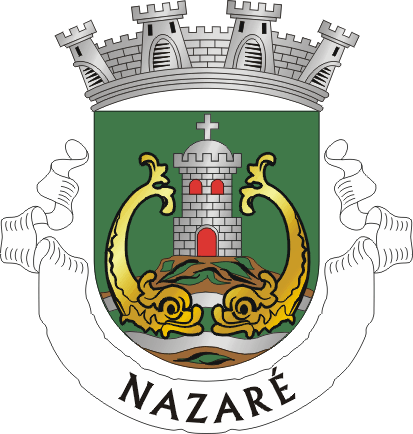
Nazaré
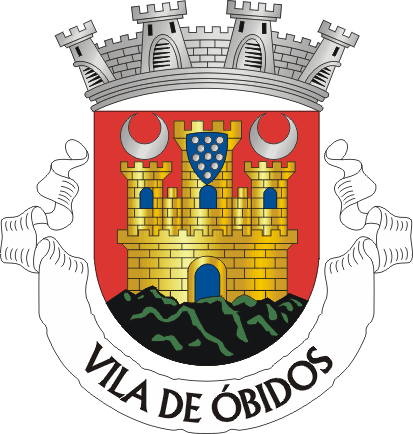
Óbidos
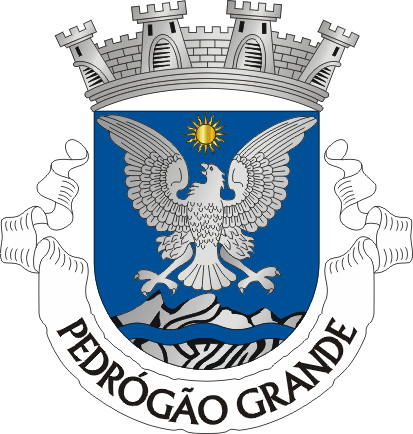
Pedrógão Grande
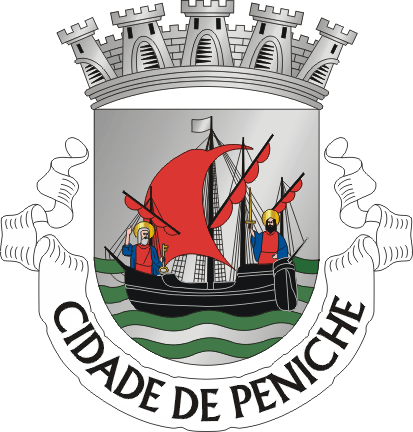
Peniche
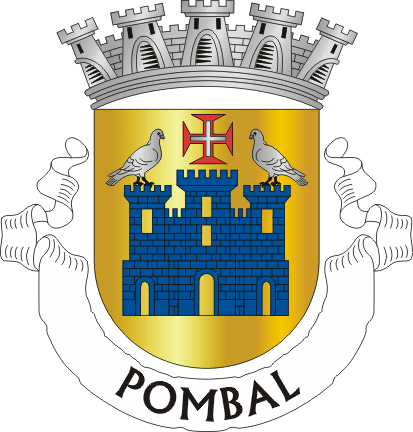
Pombal
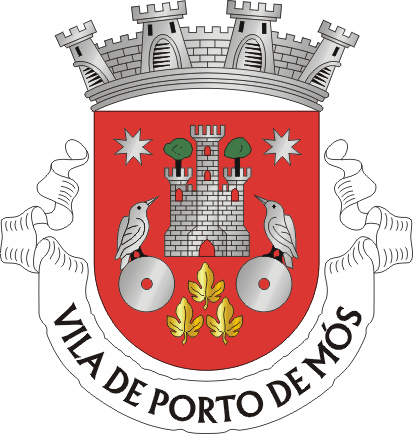
Porto de Mós

## Lissabon

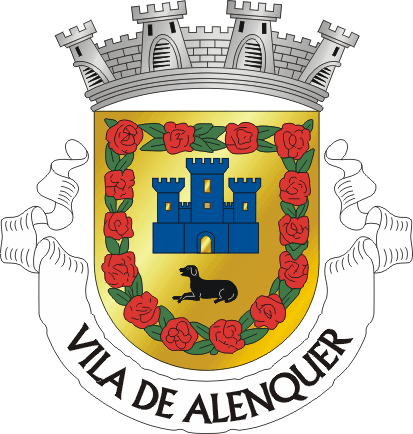
Alenquer
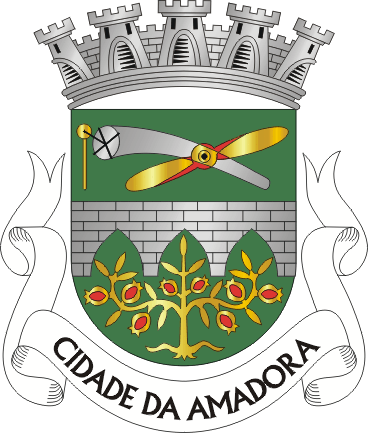
Amadora
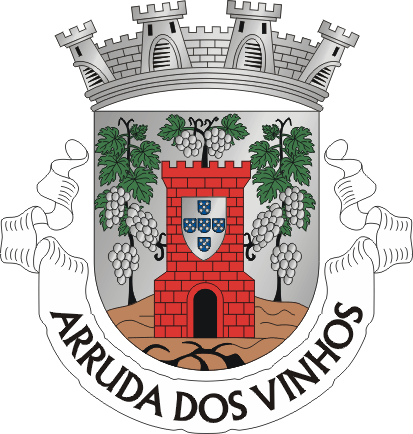
Arruda dos Vinhos
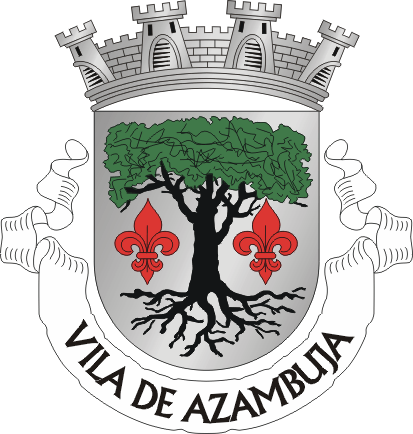
Azambuja
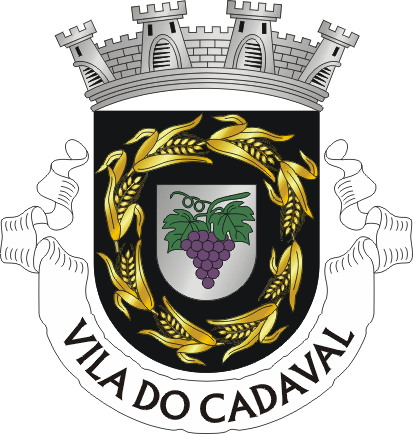
Cadaval
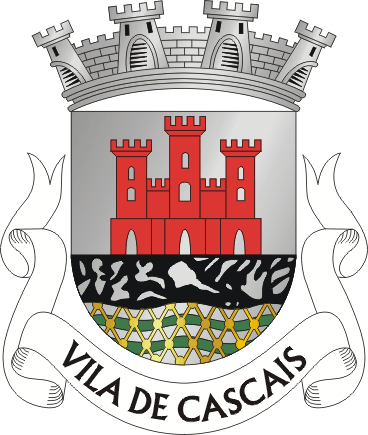
Cascais
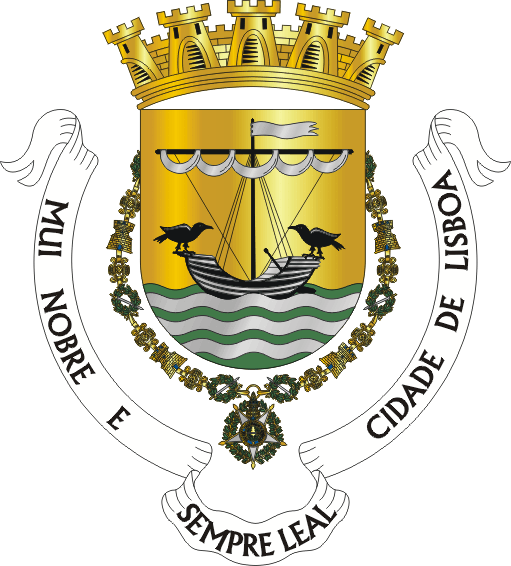
Lissabon
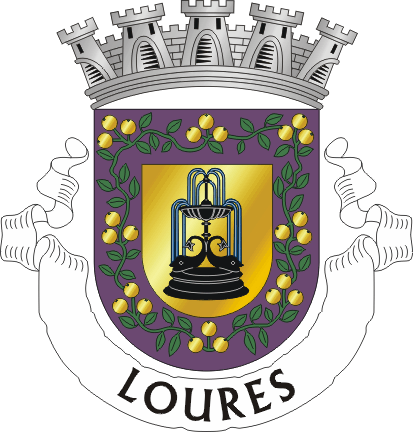
Loures
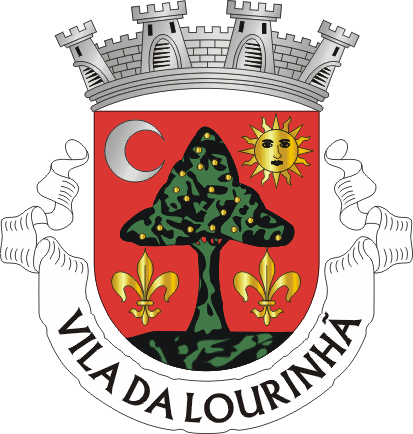
Lourinhã
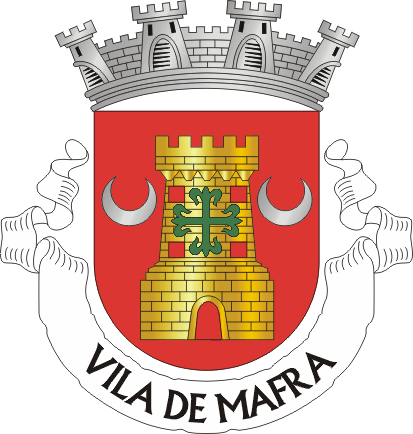
Mafra
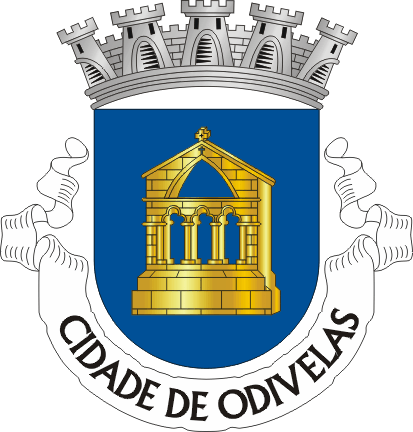
Odivelas
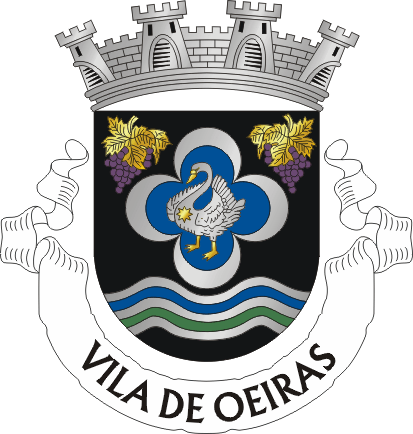
Oeiras
Sintra
Sobral de Monte Agraço
Torres Vedras
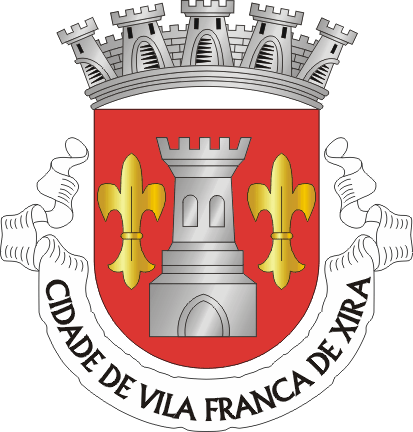
Vila Franca de Xira

## Portalegre

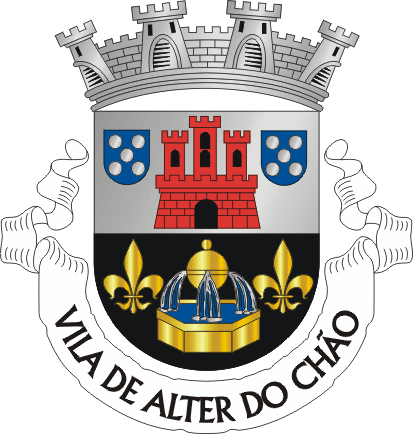
Alter do Chão
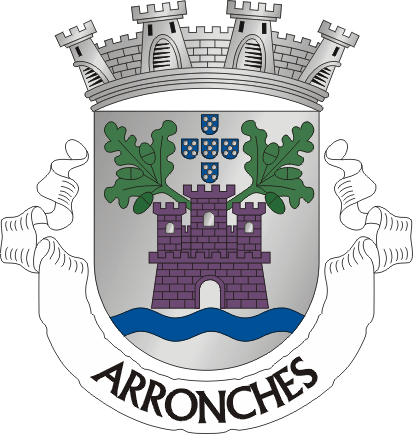
Arronches
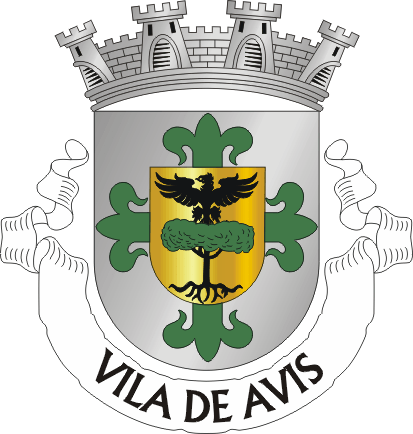
Avis
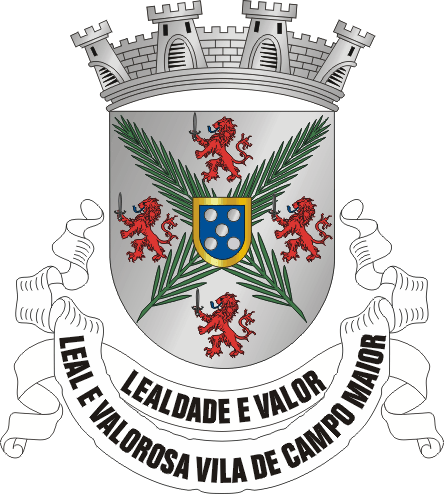
Campo Maior
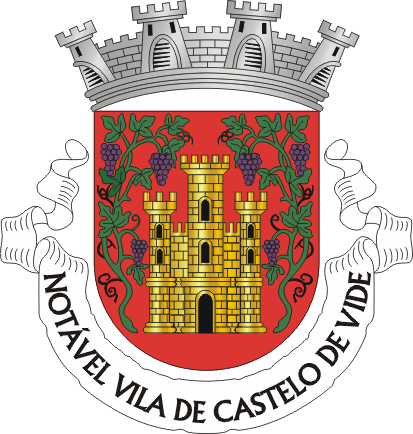
Castelo de Vide
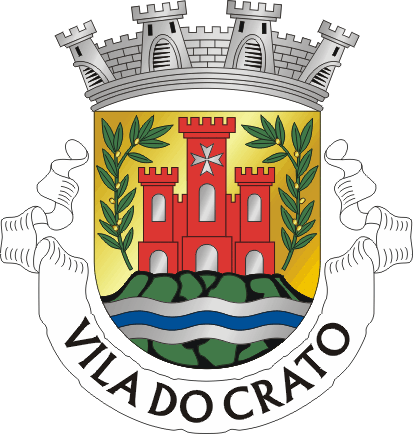
Crato
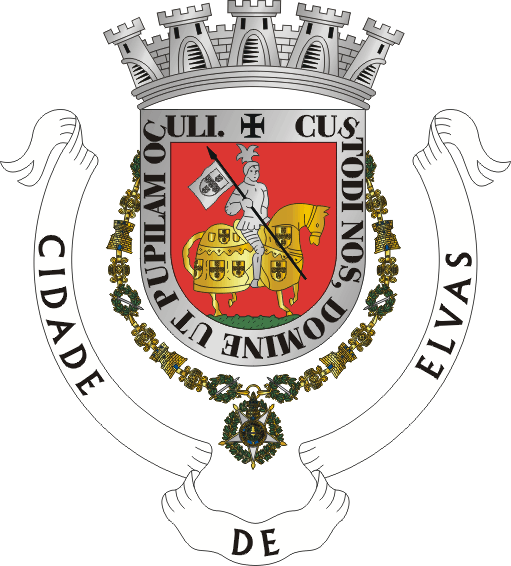
Elvas
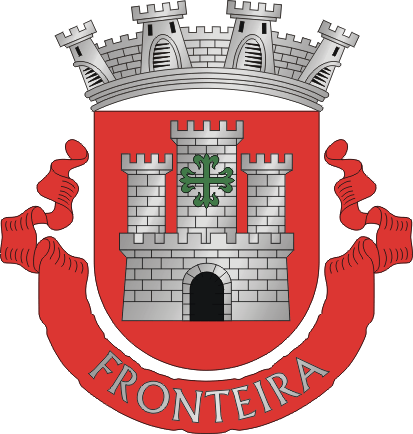
Fronteira
Gavião
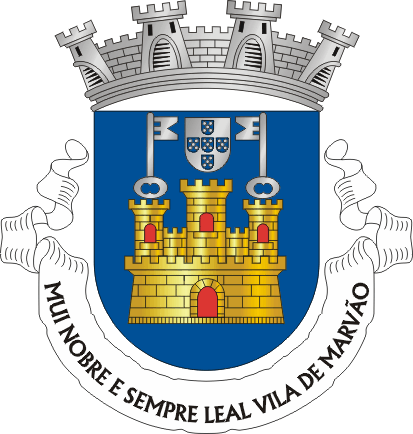
Marvão
Monforte
Nisa
Ponte de Sor
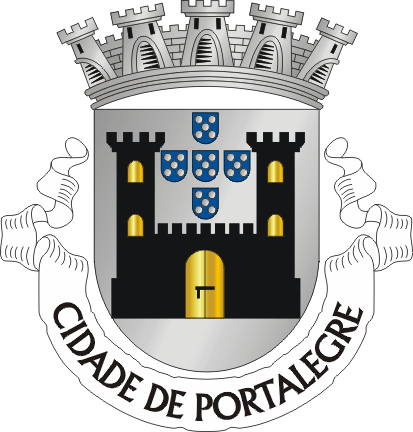
Portalegre
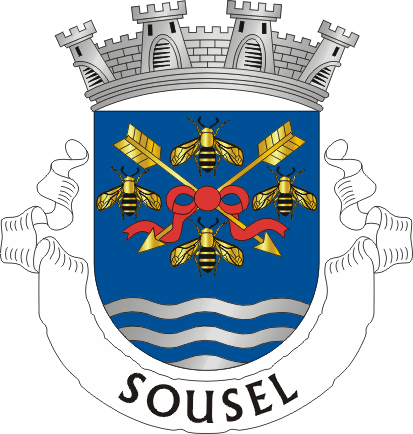
Sousel

## Porto

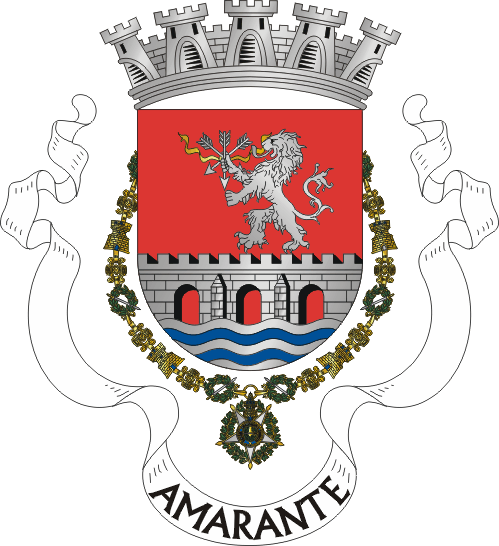
Amarante
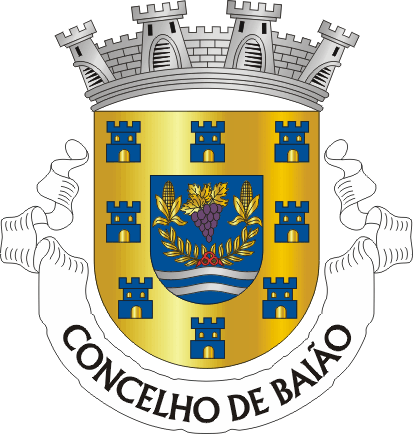
Baião
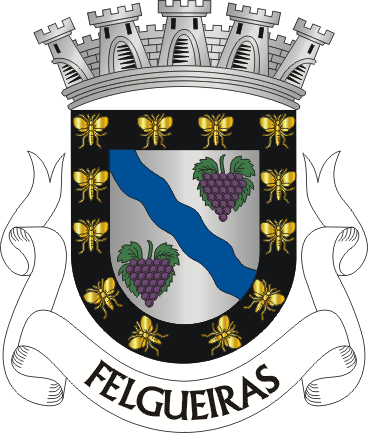
Felgueiras
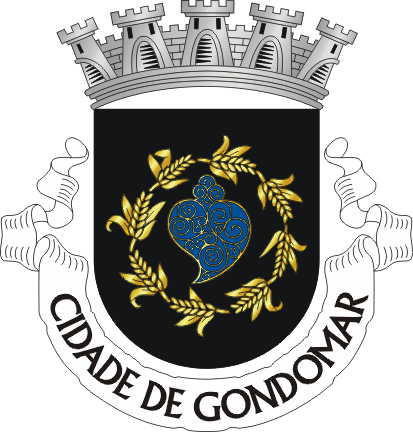
Gondomar
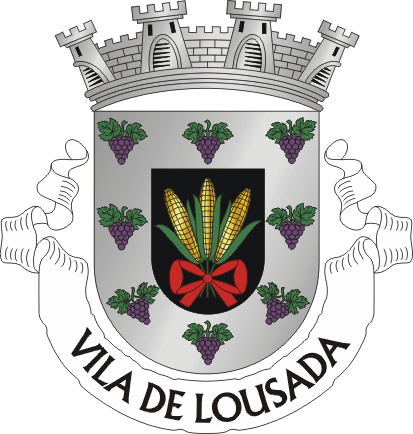
Lousada
Maia
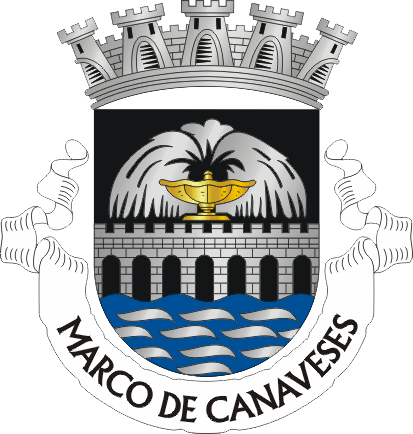
Marco de Canaveses
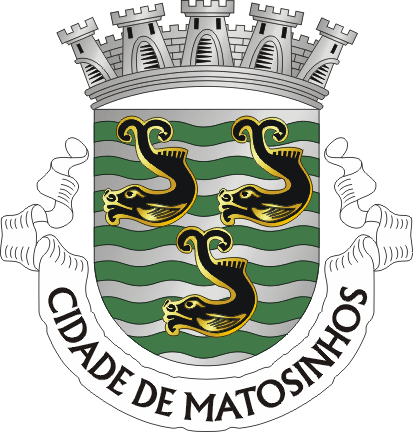
Matosinhos
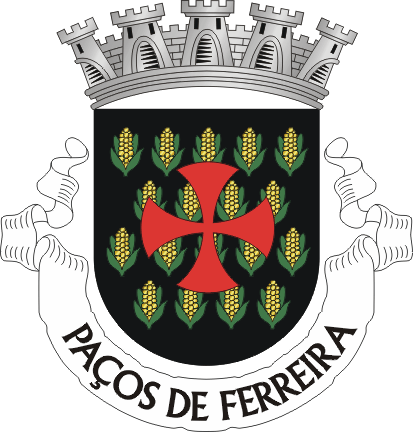
Paços de Ferreira
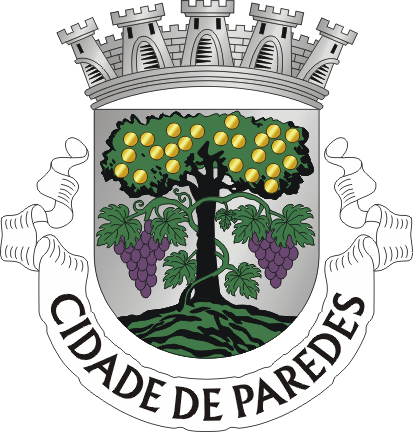
Paredes
Penafiel
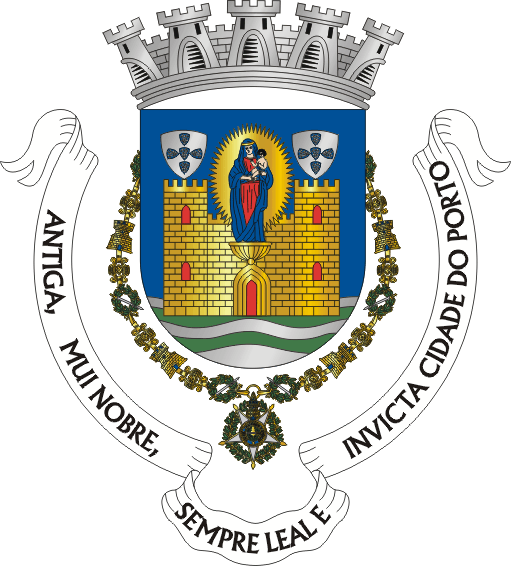
Porto
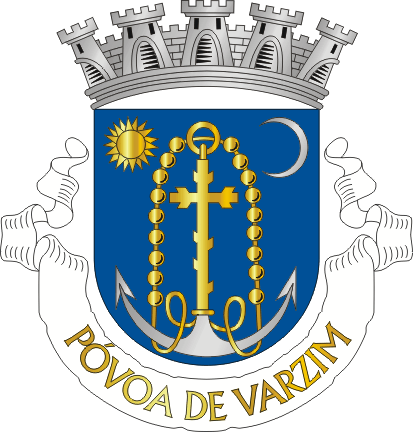
Póvoa de Varzim
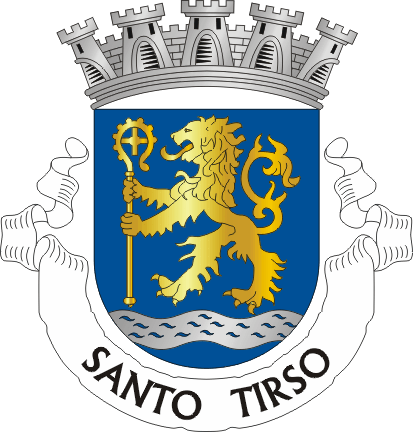
Santo Tirso
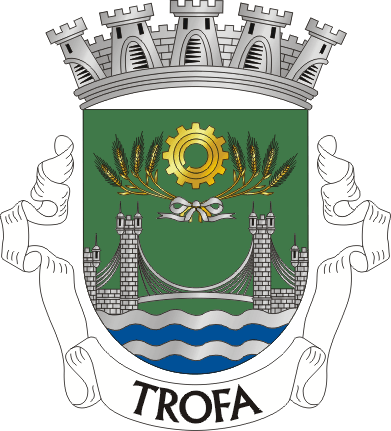
Trofa
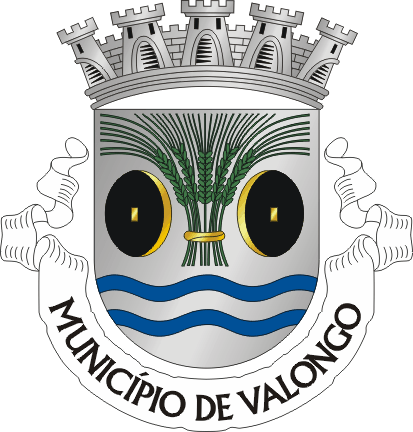
Valongo
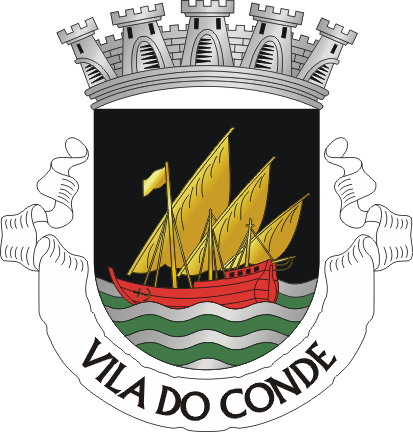
Vila do Conde
Vila Nova de Gaia

## Santarém

Abrantes
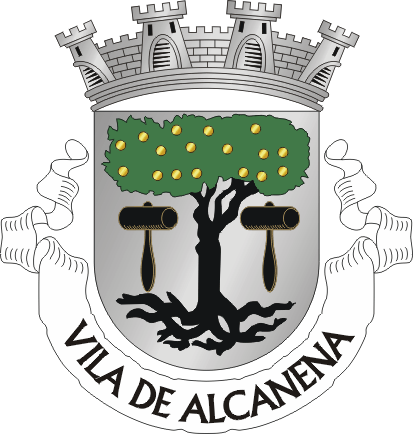
Alcanena
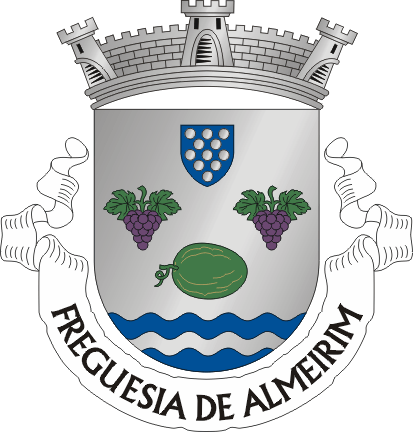
Almeirim
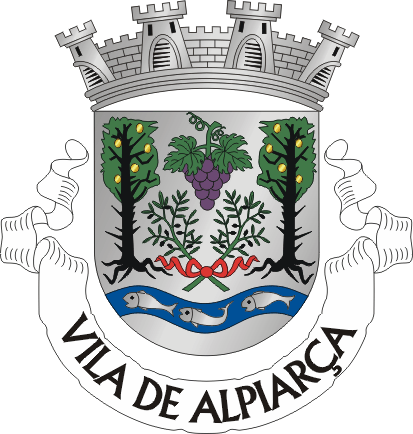
Alpiarça
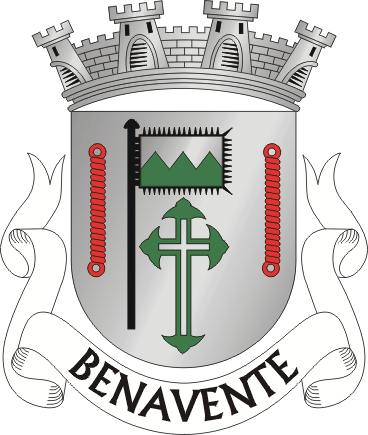
Benavente
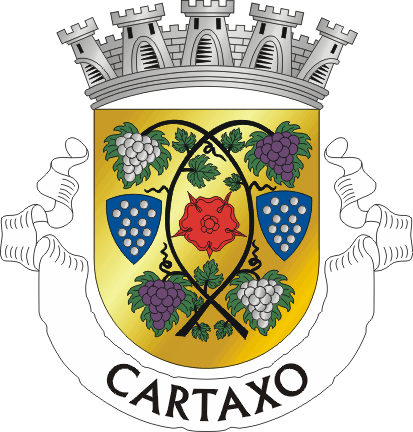
Cartaxo
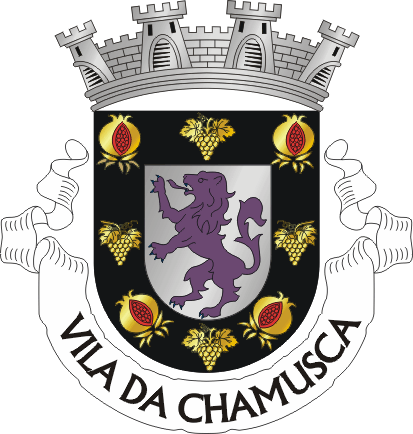
Chamusca
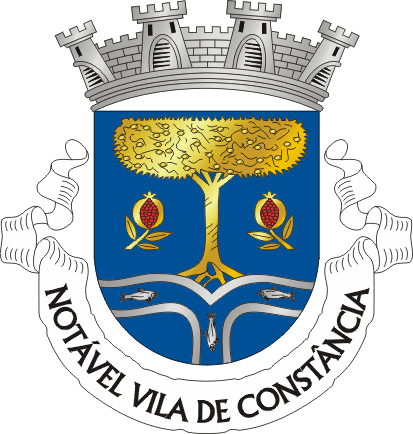
Constância
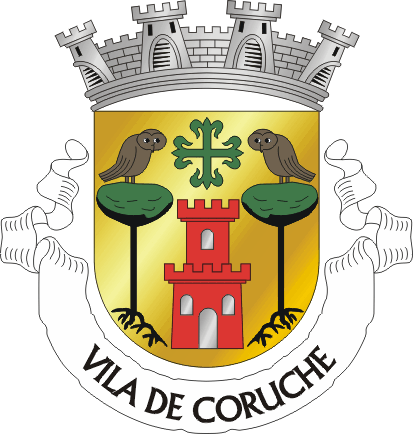
Coruche
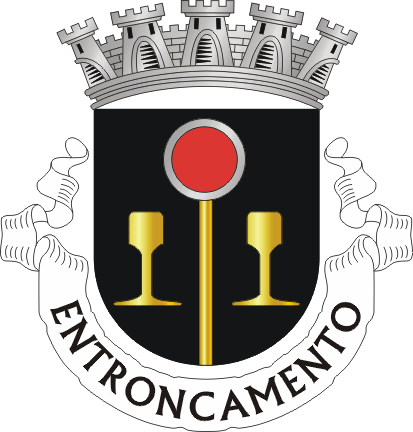
Entroncamento
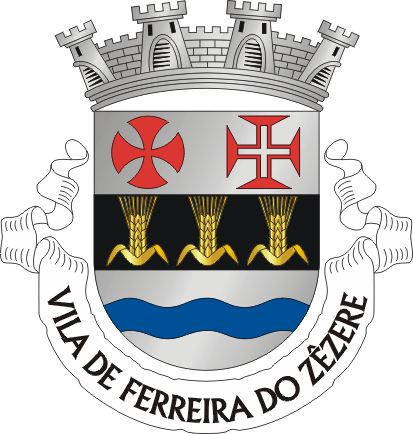
Ferreira do Zêzere
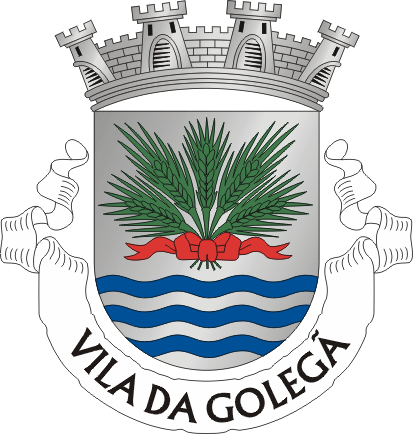
Golegã
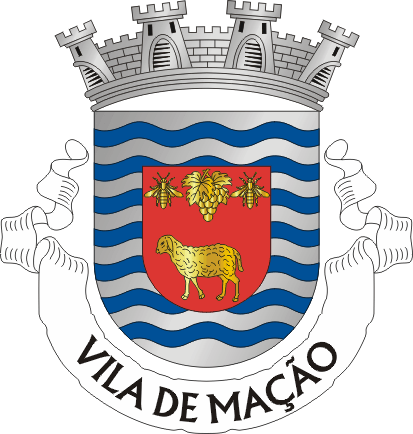
Mação
Ourém
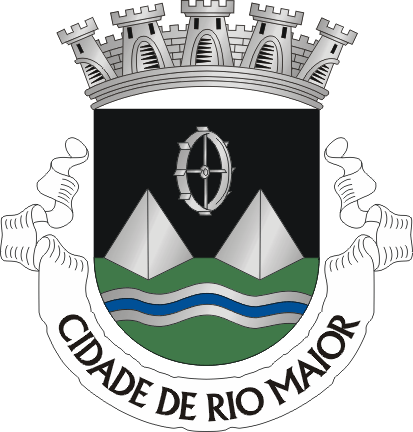
Rio Maior
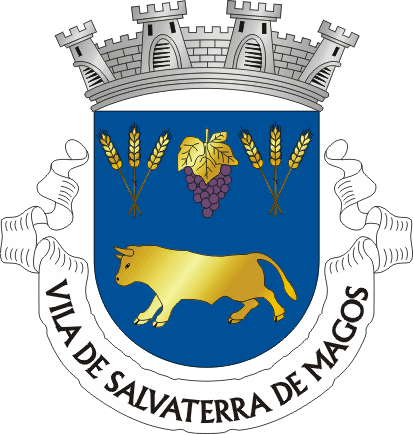
Salvaterra de Magos
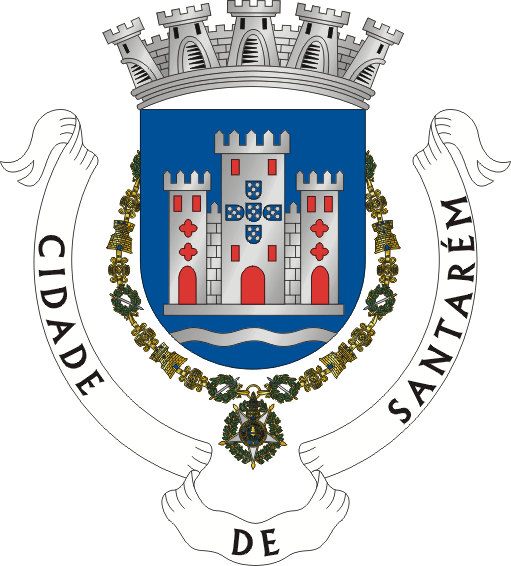
Santarém
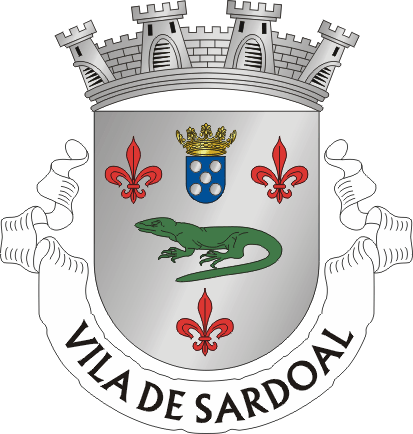
Sardoal
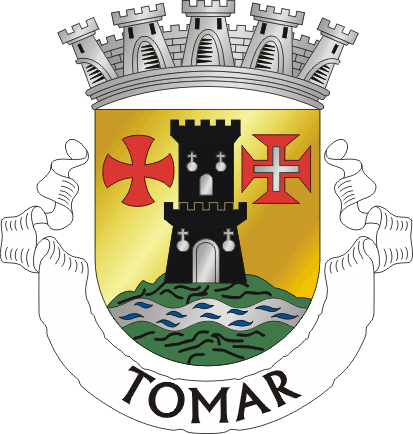
Tomar
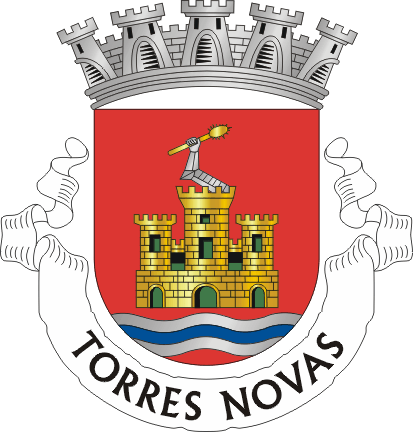
Torres Novas
Vila Nova da Barquinha

## Setúbal

Alcácer do Sal
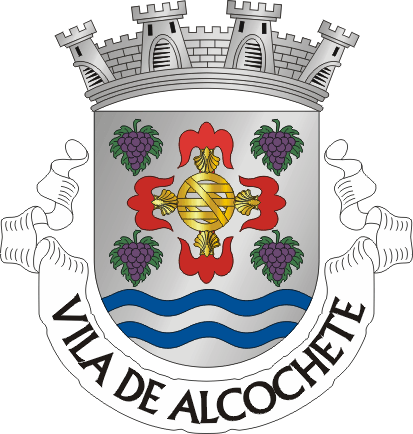
Alcochete
Almada
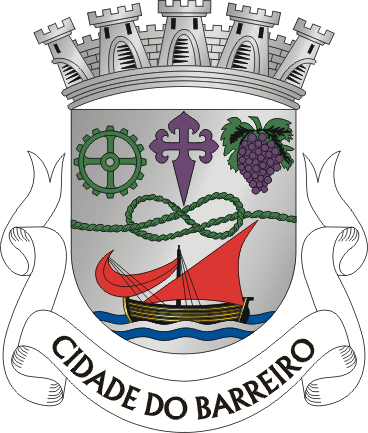
Barreiro
Grândola
Moita
Montijo
Palmela
Santiago do Cacém
Seixal
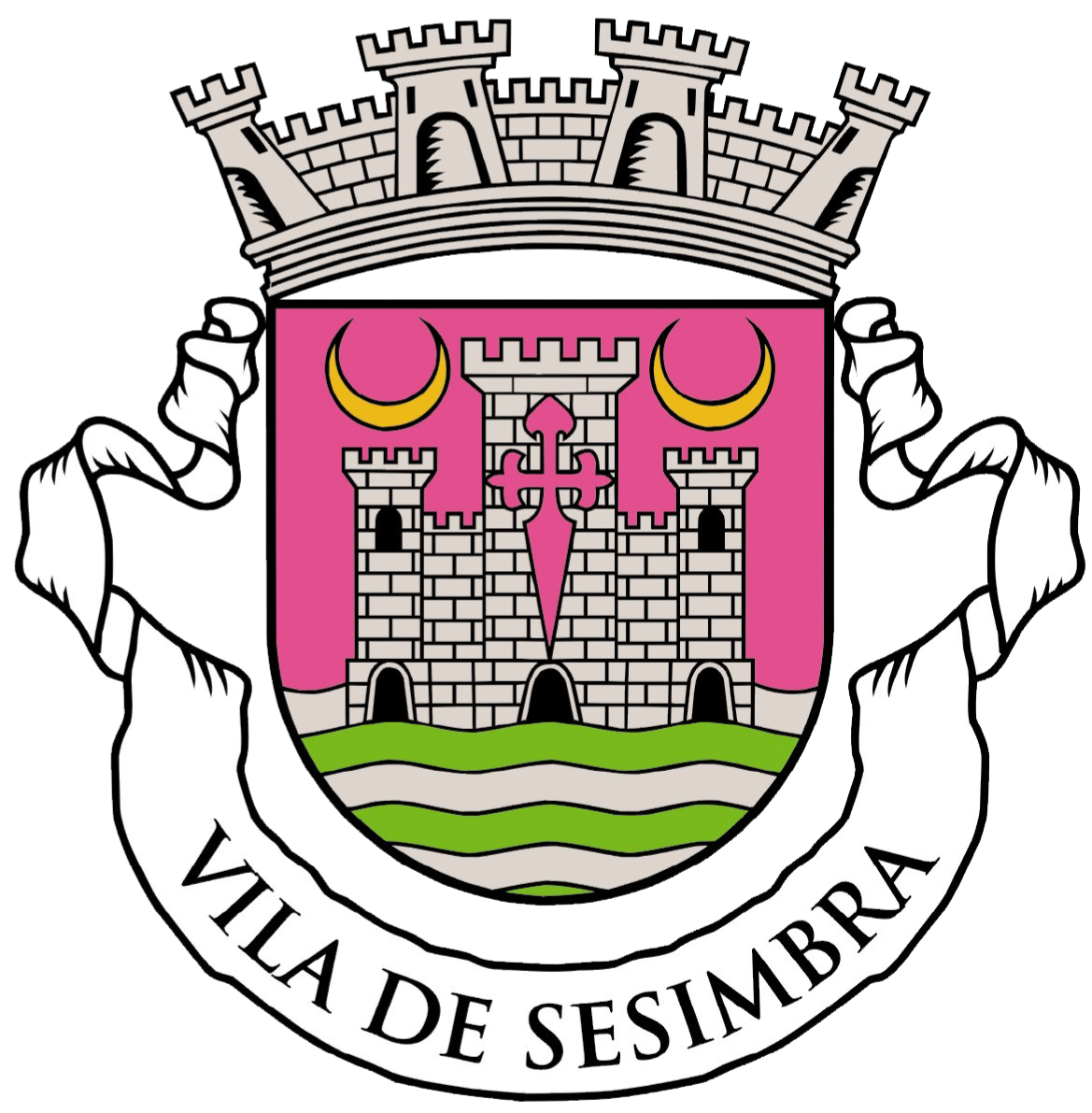
Sesimbra
Setúbal
Sines

## Viana do Castelo

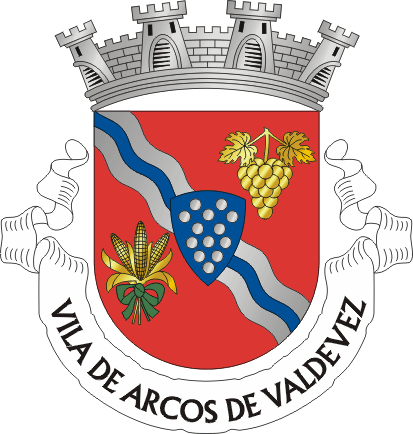
Arcos de Valdevez
Caminha
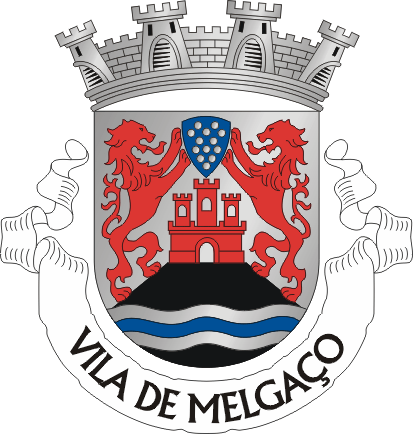
Melgaço
Monção
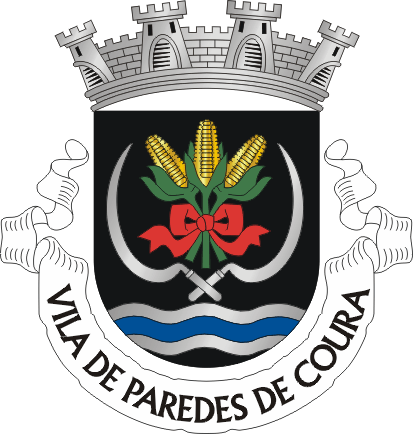
Paredes de Coura
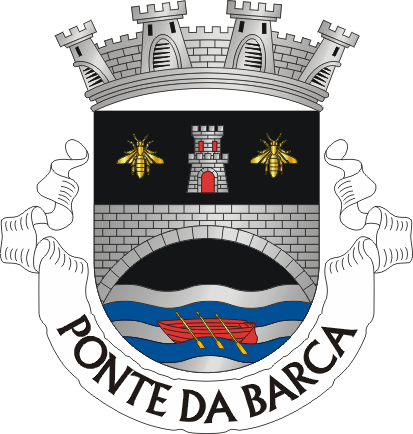
Ponte da Barca
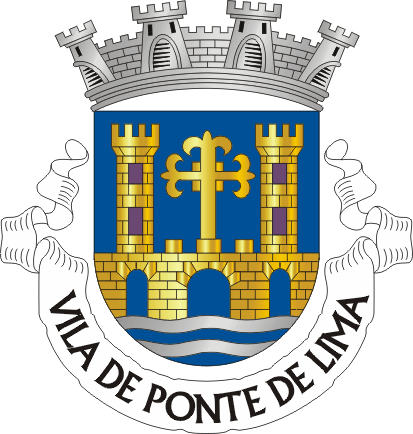
Ponte de Lima
Valença
Viana do Castelo
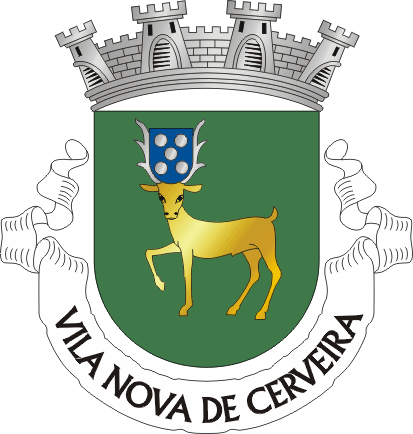
Vila Nova de Cerveira

## Vila Real

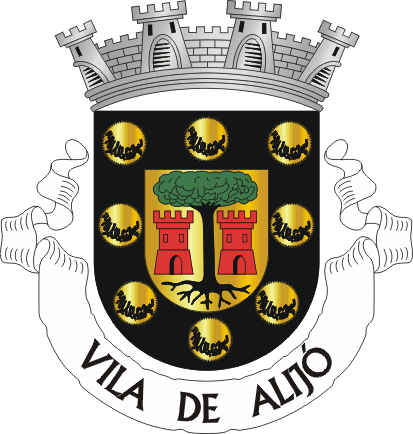
Alijó
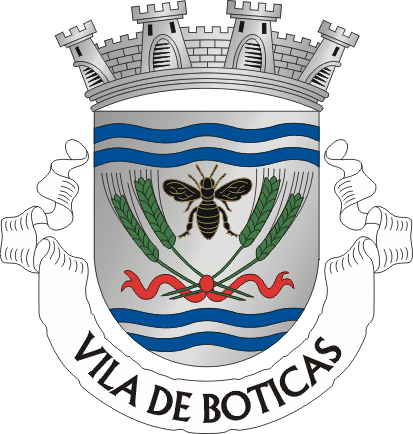
Boticas
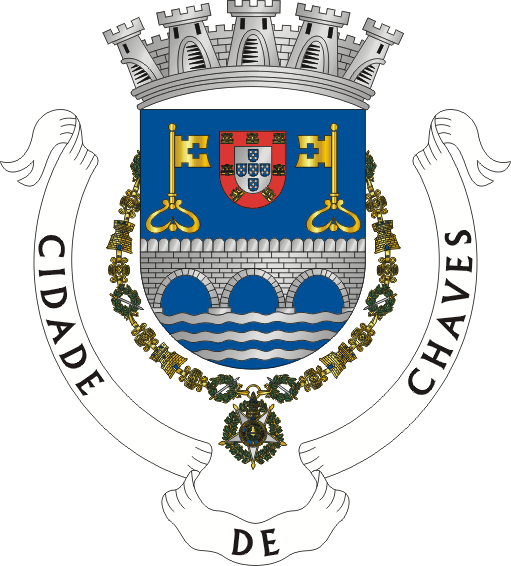
Chaves
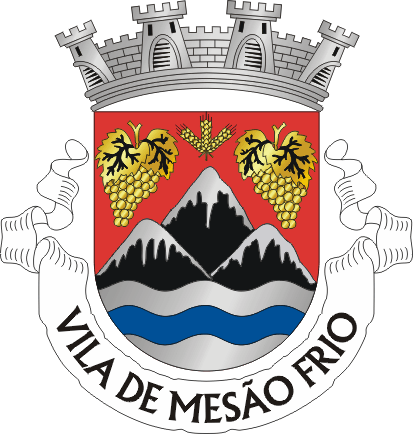
Mesão Frio
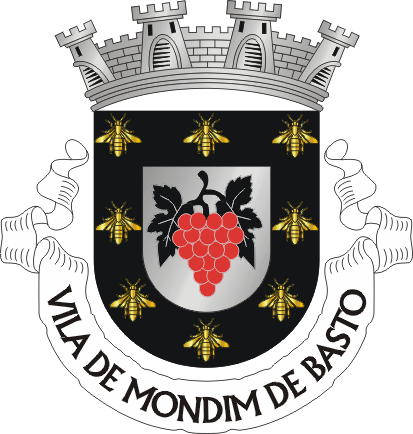
Mondim de Basto
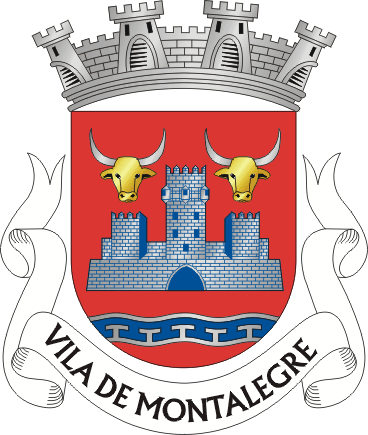
Montalegre
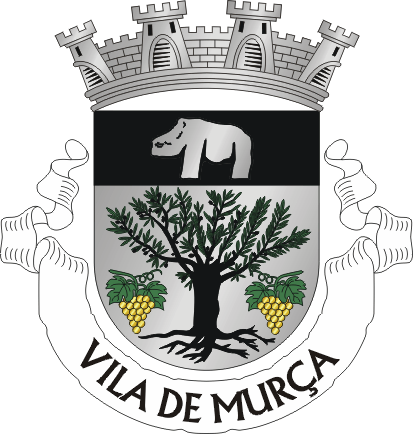
Murça
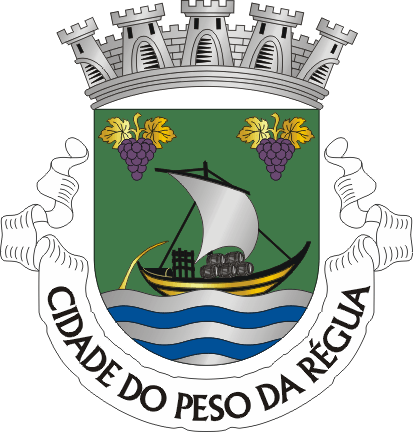
Peso da Régua
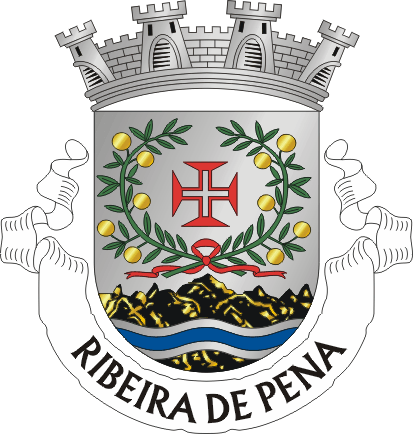
Ribeira de Pena
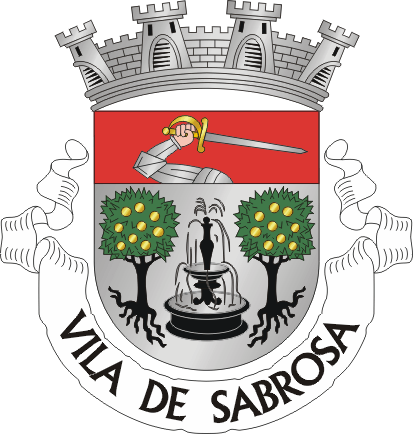
Sabrosa
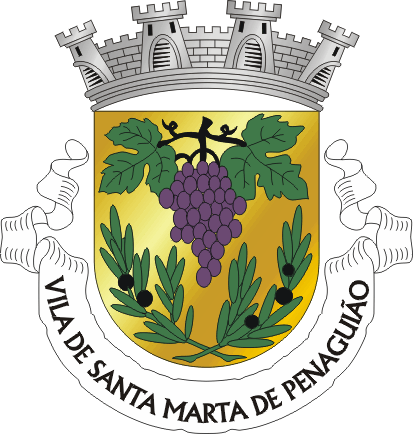
Santa Marta de Penaguião
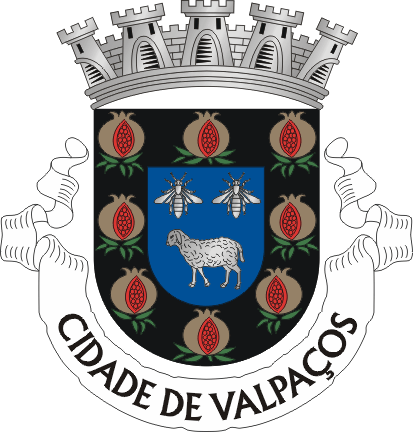
Valpaços
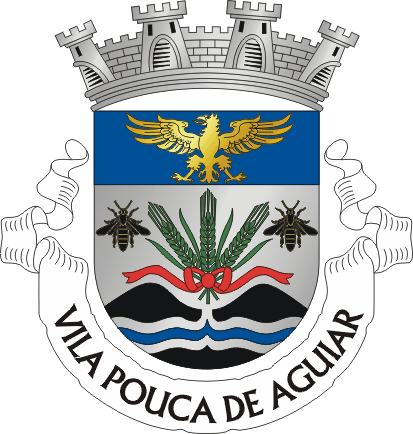
Vila Pouca de Aguiar
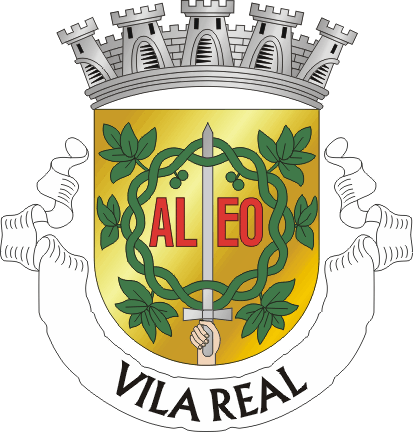
Vila Real

## Viseu

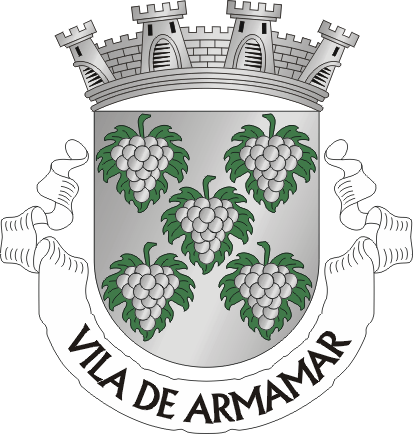
Armamar
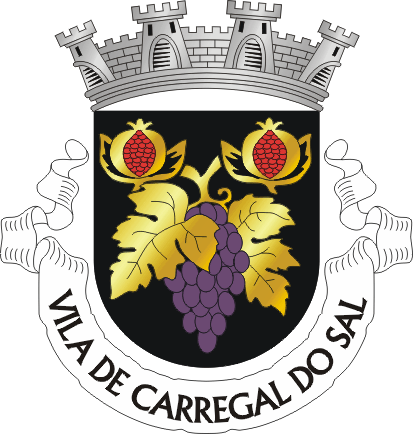
Carregal do Sal
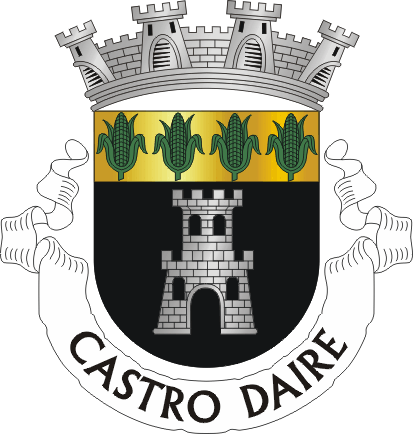
Castro Daire
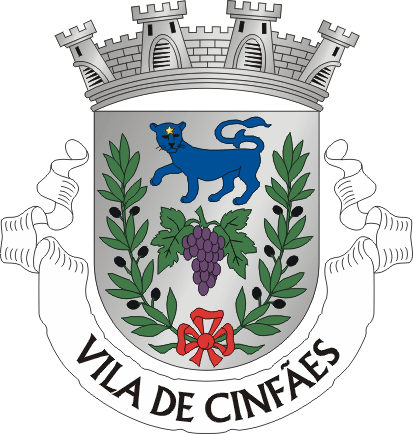
Cinfães
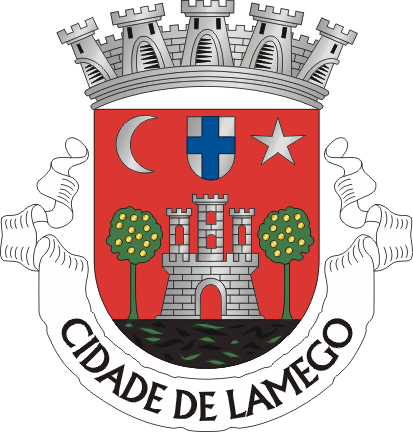
Lamego
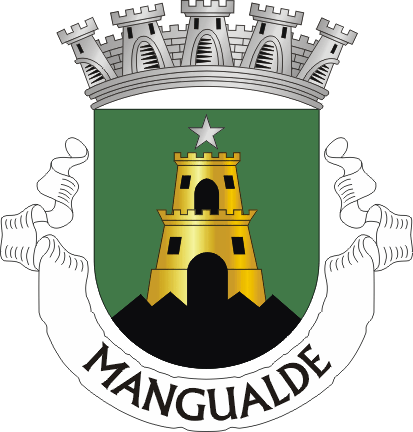
Mangualde
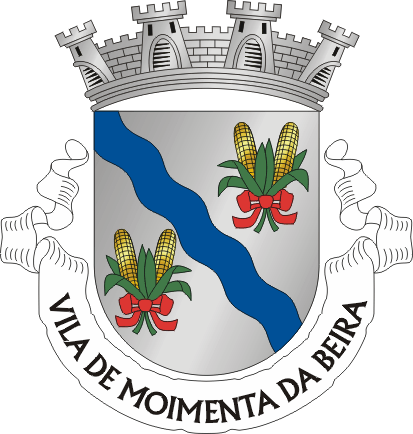
Moimenta da Beira
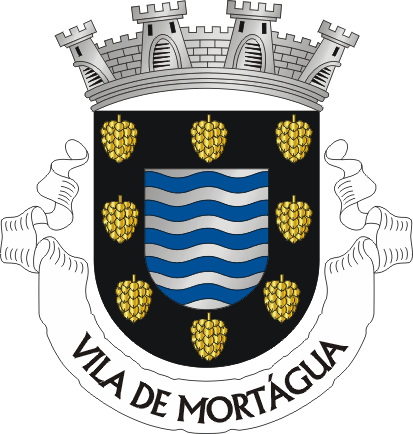
Mortágua
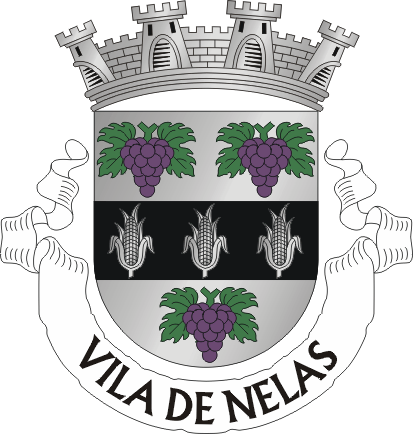
Nelas
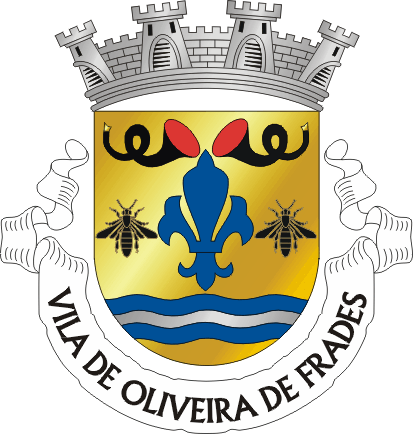
Oliveira de Frades
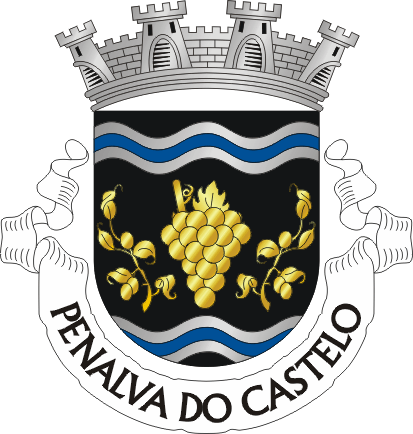
Penalva do Castelo
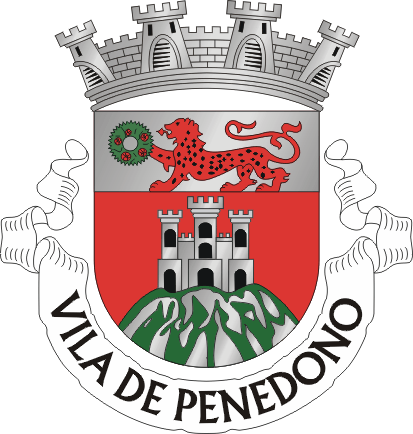
Penedono
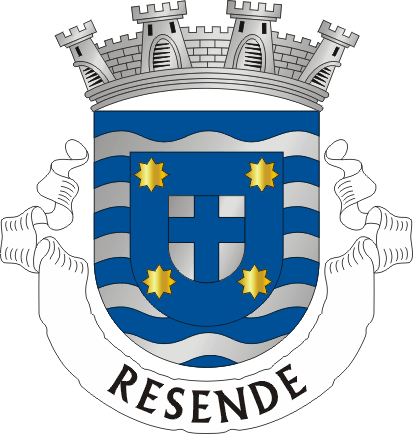
Resende
Santa Comba Dão
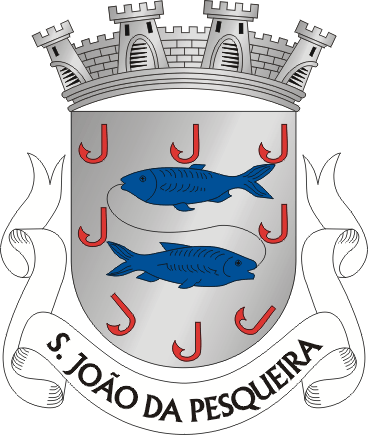
São João da Pesqueira
São Pedro do Sul
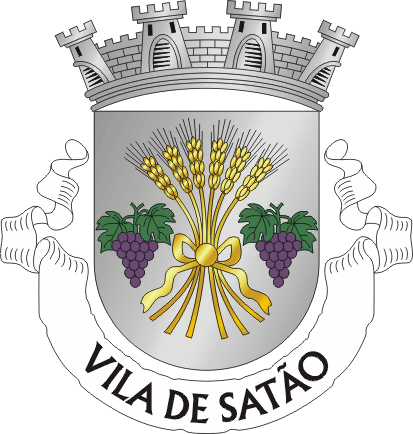
Sátão
Sernancelhe
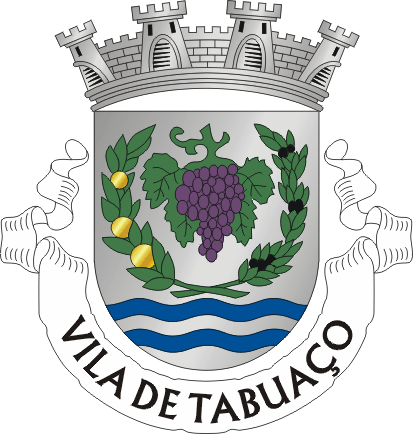
Tabuaço
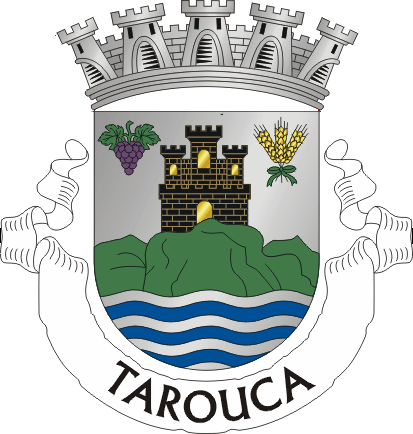
Tarouca
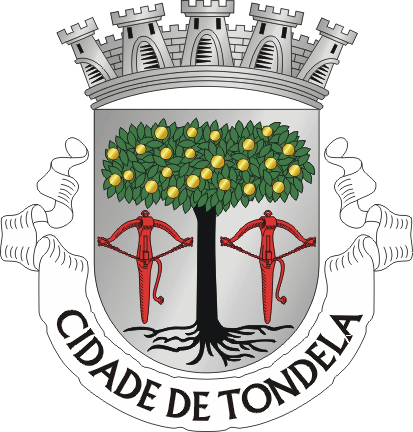
Tondela
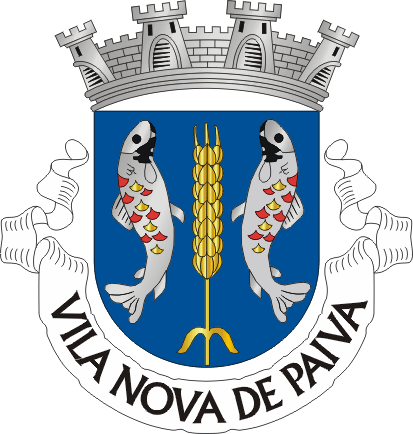
Vila Nova de Paiva
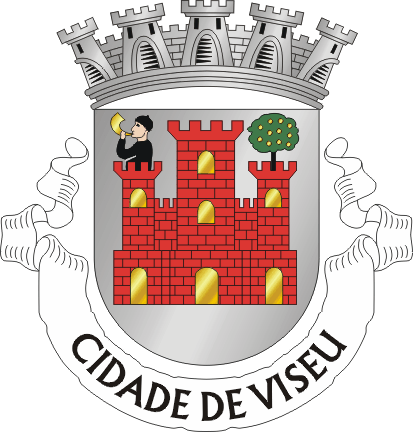
Viseu
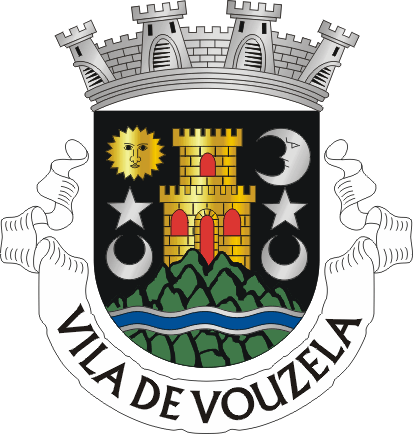
Vouzela

## Azorerna

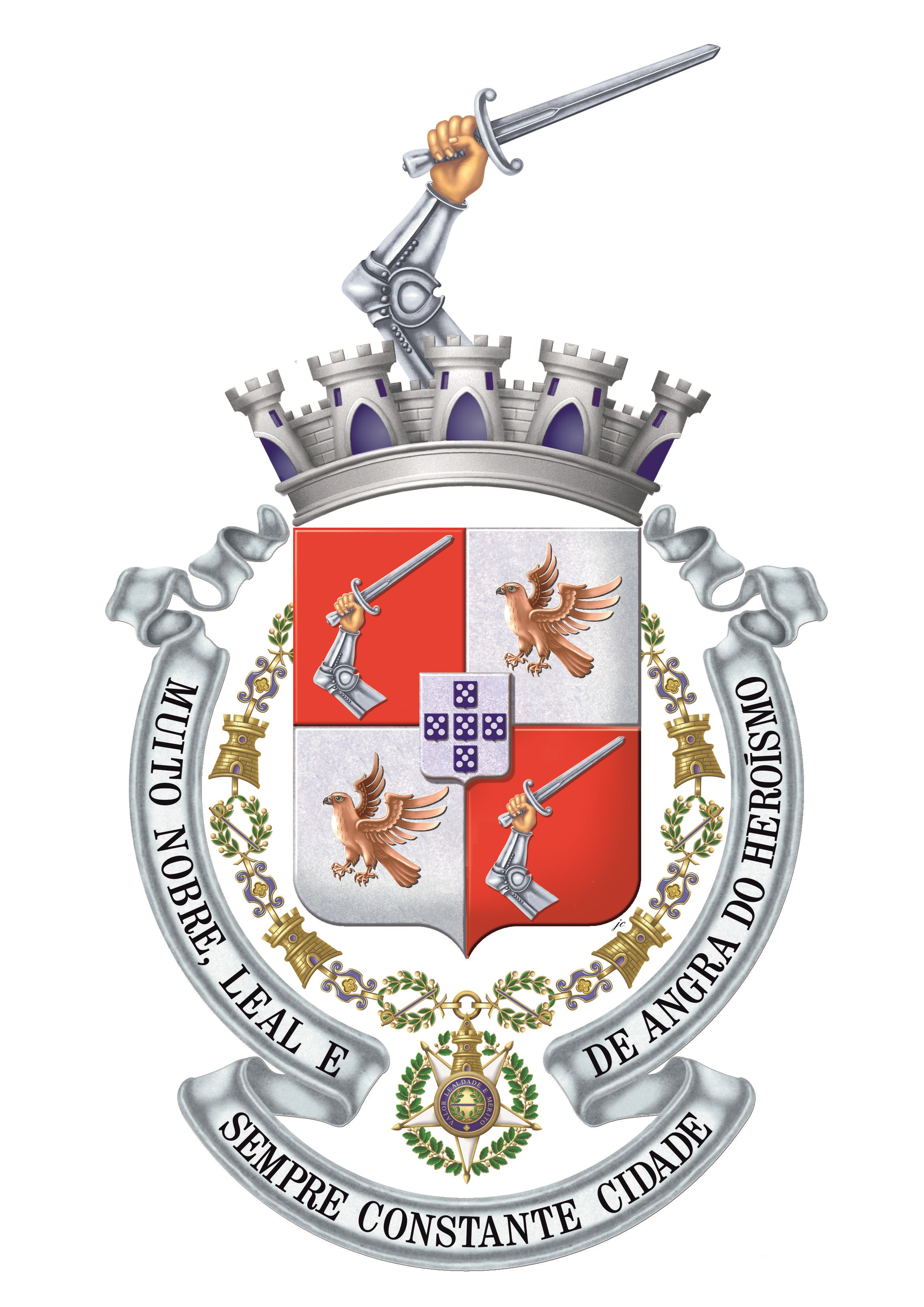
Angra do Heroísmo
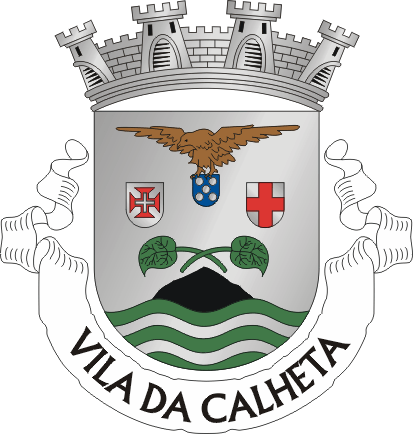
Calheta
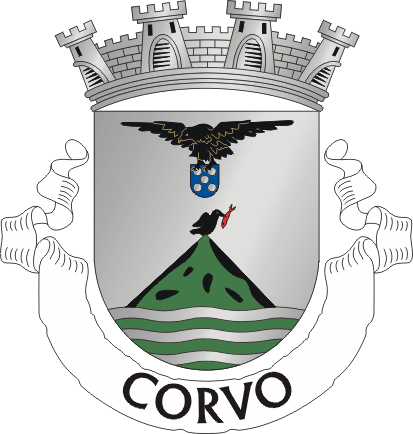
Corvo
Horta
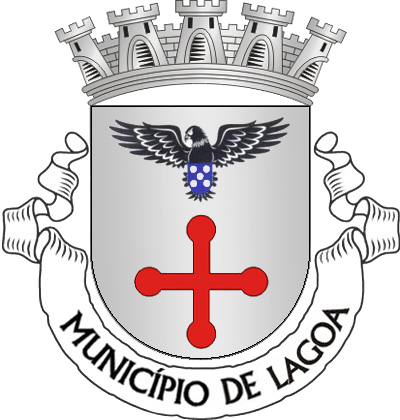
Lagoa
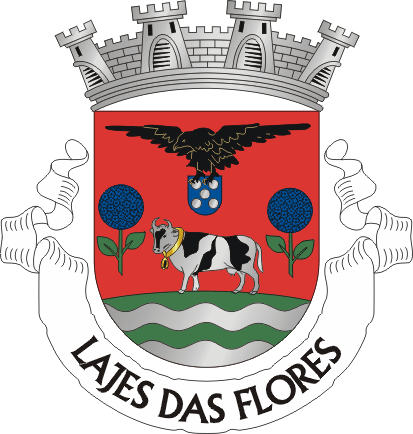
Lajes das Flores
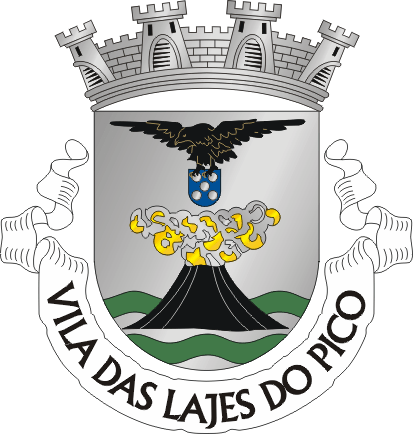
Lajes do Pico
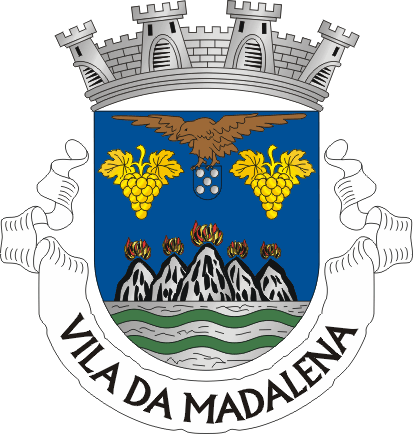
Madalena
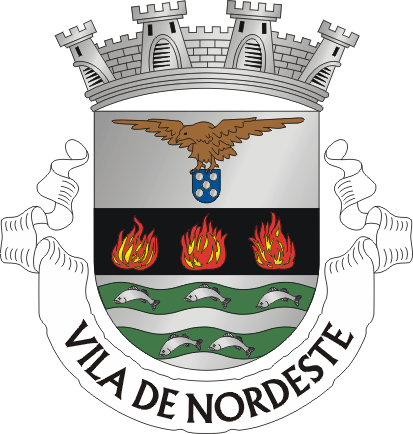
Nordeste
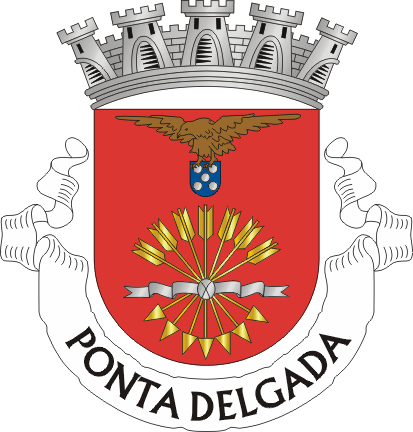
Ponta Delgada
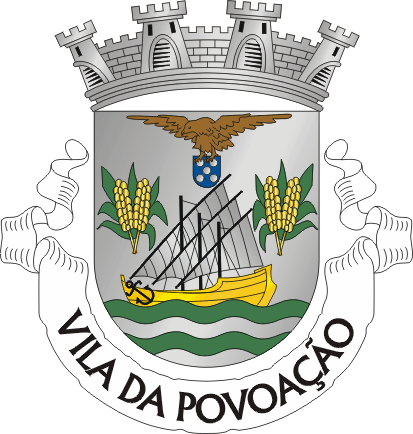
Povoação
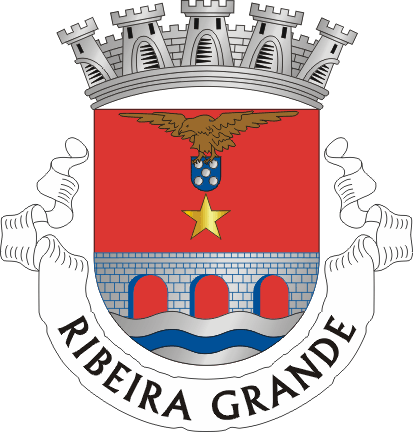
Ribeira Grande
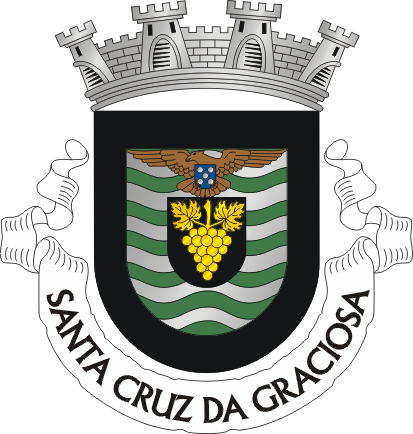
Santa Cruz da Graciosa
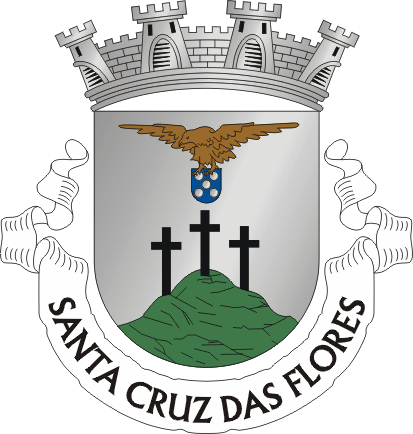
Santa Cruz das Flores
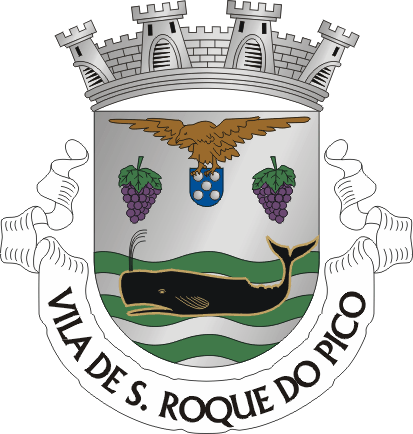
São Roque do Pico
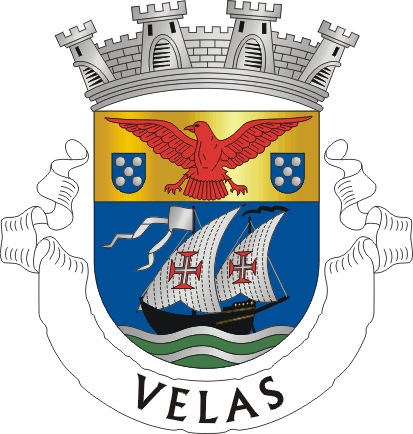
Velas
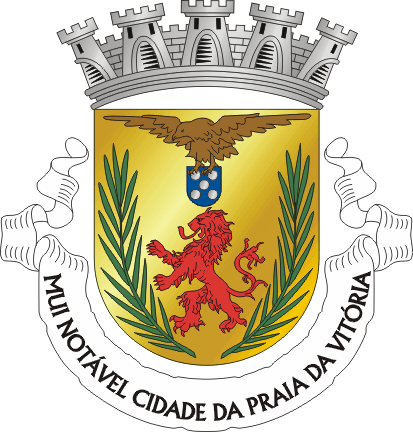
Vila da Praia da Vitória
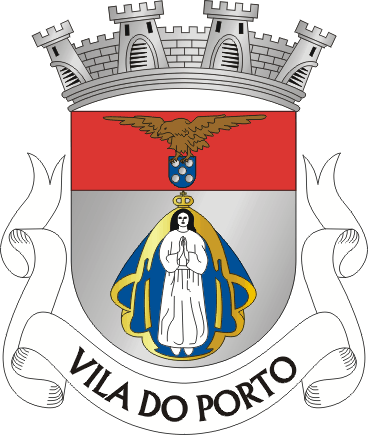
Vila do Porto
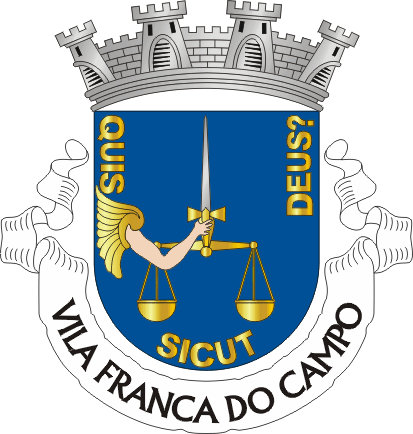
Vila Franca do Campo

## Madeira

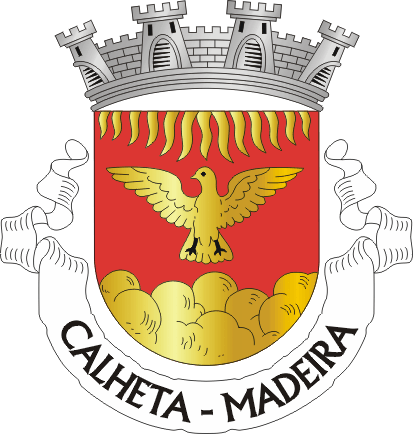
Calheta
Câmara de Lobos
Funchal
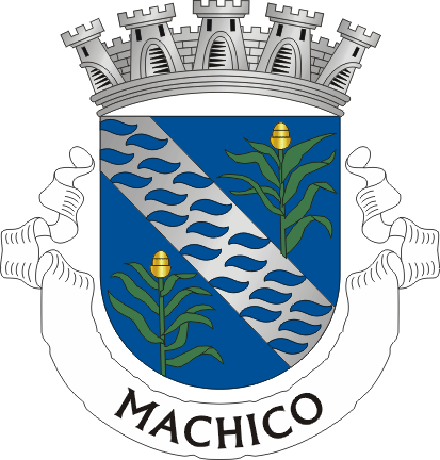
Machico
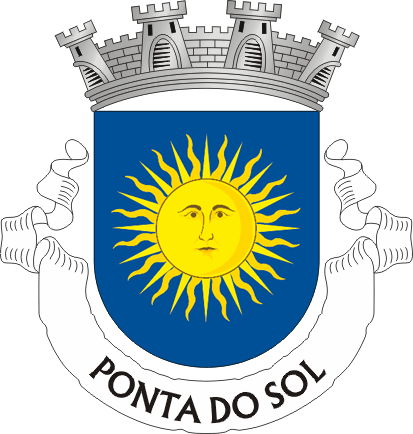
Ponta do Sol
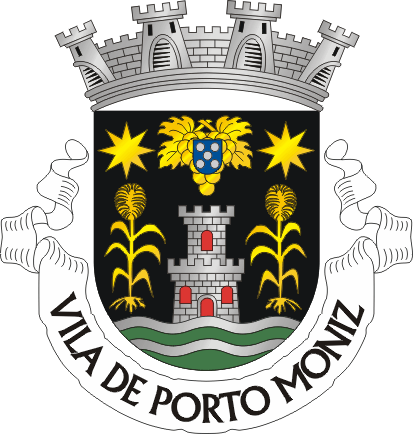
Porto Moniz
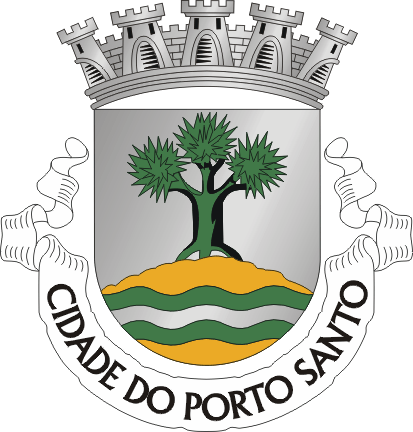
Porto Santo
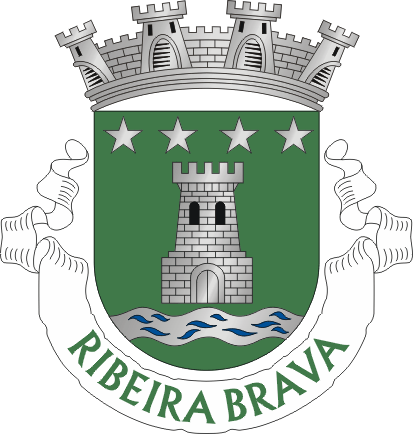
Ribeira Brava
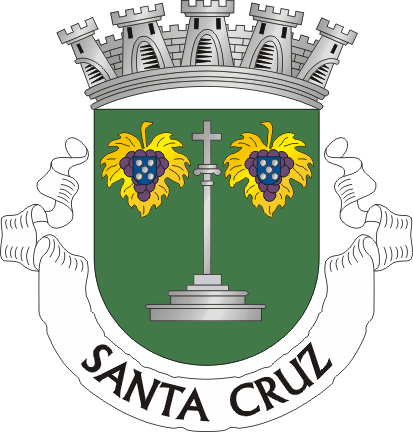
Santa Cruz
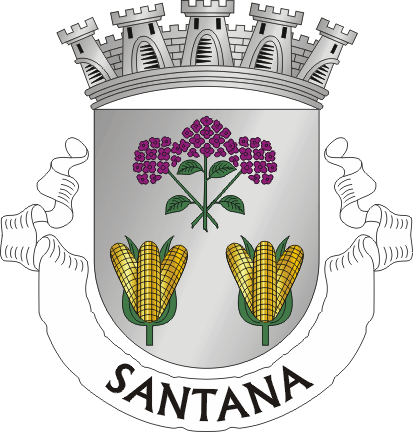
Santana
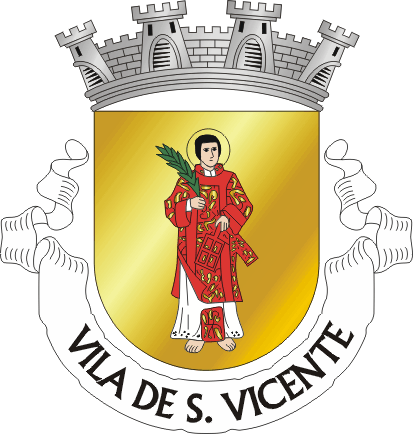
São Vicente